# Световно първенство по шахмат 2023
Световното първенство по шах 2023 е шахматен турнир между Ян Непомняшчий и Дин Лижън за определяне на новия световен шампион по шахмат. Турнирът се провежда в Астана, Казахстан от 9 до 30 април 2023 г. Играят се 14 класически партии, от които резултатът е равен – 7:7. Победителят се определя в тайбрек от 4 партии на ускорен шах. Дин Лижън побеждава с 2,5:1,5 точки и става 23-ият световен шампион.

## История
Наскоро след победата в първенството през декември 2021 г. шампионът Магнус Карлсен заявява, че му липсва мотивация да защитава отново титлата си, освен ако претендент е Алиреза Фирузджа. Фирузджа се издига до номер 2 в световната ранглиста през 2021 г. на 18-годишна възраст.
През април 2022 г. Карлсен отново публично заявява, че е малко вероятно да играе на следващото световно първенство, този път без да споменава потенциален противник. Той преговаря с ФИДЕ относно мача за световното първенство през 2023 г. и неговия формат.
ФИДЕ дисквалифицира от участие в Турнира на кандидатите 2022 Сергей Карякин на 22.3.2022 г. заради изявление за войната на Русия с Украйна. Той е отстранен от участие в официални турнири за 6 месеца и така е лишен от възможността да участва в Турнира на кандидатите през юни/юли 2022 г. Карякин обвинява ФИДЕ за смесване на спорта с политиката. Заявява, че не вижда смисъл да обжалва решението на комисията по етика и дисциплина на ФИДЕ и не го прави в определения срок от 21 дни. На 7 април става ясно, че Руската шахматна федерация обжалва решението, но ФИДЕ не го променя. Определя за заместник на Карякин шахматиста с най-висок рейтинг по шах за май 2022 г., който е изиграл не по-малко от 30 партии с класическо контролно време от юни 2021 до май 2022 година. Дин Лижън има втория рейтинг в света (2799) след Карлсен в класирането за април, обявено на 31 март 2022 г., но е изиграл за посочения период само 4 партии поради ограничените състезания от коронавируса. Затова Китайската шахматна федерация организира през април 2022 г. гросмайсторски турнири в Ханджоу с участието на Дин Лижън: серия от турнири „Добре дошли на Азиатските игри“ и мач от 6 партии срещу китайския гросмайстор Вей И (2722). На 22 април Дин Лижън изиграва последната от 26-те недостигащи му партии и се класира за участие в Турнира на кандидатите. До края на месеца играе още 2 срещи и с общо 28 партии през април увеличава рейтинга си за май на 2806, с което е отново втори след световния шампион.
Турнирът на кандидатите се провежда от 16 юни до 5 юли 2022 г. в Мадрид в два кръга с осем участници. В предпоследния 13-и кръг, след равенство с Рапорт, Ян Непомняшчий спечелва турнира предсрочно, гарантирайки си участие в мача за световната титла за втори пореден път. В края на турнира той има 9,5 точки. Дин Лижън побеждава Хикару Накамура в последния 14-и кръг, набира 8 точки и заема второ място в турнира.
На 20 юли 2022 г. Карлсен обявява, че няма да защитава титлата си срещу същия претендент. След като Карлсен официално потвърждава писмено решението си, ФИДЕ определя мач за шампионската титла между първия и втория в Турнира на кандидатите Ян Непомняшчий и Дин Лижън през април 2023 г., като Карлсен губи титлата, когато мачът приключи. При започването на мача двамата претенденти са съответно втори и трети в световната ранг-листа на ФИДЕ след световния шампион.

## Регламент и график
Преди мача с жребий се определя кой от противниците започва да играе с бели фигури, после те сменят цветовете на фигурите след всяка игра. По жребий в първата партия с белите фигури играе Непомняшчий. Продължителността на мача е 14 редовни игри; след като един от играчите спечели 7½ или повече точки, мачът приключва.
Контролата на времето в класическите партии на срещата е следната: 120 минути за всеки играч за първите 40 хода и 60 минути за следващите 20 хода. Започвайки от 61-ия ход, времето за всеки играч е ограничено до 15 минути за останалата част от партията, но след всеки ход се добавят към него допълнителни 30 секунди (т. нар. увеличение).
При резултат 7:7 се играе тайбрек:
- 4 партии бърз шах с контрола по 25 минути на партия + 10 секунди след всеки ход;
- При равенство след 4 партии: 2 партии блиц с контрола по 5 минути на партия + 3 секунди след всеки ход. При равенство - още 2 игри при същите условия.
- При равенство след предходната серия: една партия блиц с контрола от 3 минути на партия + 2 секунди след всеки ход. При равенство противниците сменят цветовете на фигурите и играят по една партия при едни и същи условия, докато един от тях спечели.[1]

Преди всяка серия тайбрек се провежда ново теглене, за да се определи кой от противниците започва да играе с белите.
Равенство не е разрешено по споразумение на страните преди 40-ия ход на черните.
Наградният фонд на мача е 2 милиона евро, от които 60 % отиват за победителя и 40 % за загубилия; в случай, че резултатът от мача се определи в тайбрек, победителят получава 55 %, а загубилият – 45 %.
Мачът се открива на 7 април 2023 г., а следващият ден е за пресконференции и интервюта. Редовните 14 игри се провеждат от 9 до 29 април по една на ден, като след два дни игра има по 1 ден почивка (с изключение на почивният ден след седмата партия – след 1 ден игра).
Ако мачът приключи преди 14 игри (тъй като един играч достигне 7½ или повече точки), церемонията по закриването се определя или в деня на последната игра, или на следващия ден. Ако се излъчи победител след всичките 14 класически партии, церемонията се определя за 30 април. Ако те завършат при равен резултат, на 30 април се играе тайбрек на ускорен (бърз) шах, а при необходимост и на блиц. Тогава церемонията по закриването и награждаването се провежда на 1 май.

### Секунданти
Ян Непомняшчий работи със секундант Никита Витюгов и също се консултира с бившия световен шампион Владимир Крамник. Дин Лижън избира за свой секундант Ричард Рапорт.

## Резултати
|                         | ЕЛО  | Класически игри | Класически игри | Класически игри | Класически игри | Класически игри | Класически игри | Класически игри | Класически игри | Класически игри | Класически игри | Класически игри | Класически игри | Класически игри | Класически игри | Точки | Бързи игри | Бързи игри | Бързи игри | Бързи игри | Общо |
| 1                       | ЕЛО  | 2               | 3               | 4               | 5               | 6               | 7               | 8               | 9               | 10              | 11              | 12              | 13              | 14              | 15              | Точки | 16         | 17         | 18         |            | Общо |
| ----------------------- | ---- | --------------- | --------------- | --------------- | --------------- | --------------- | --------------- | --------------- | --------------- | --------------- | --------------- | --------------- | --------------- | --------------- | --------------- | ----- | ---------- | ---------- | ---------- | ---------- | ---- |
| Ян Непомняшчий · (ФИДE) | 2795 | ½               | 1               | ½               | 0               | 1               | 0               | 1               | ½               | ½               | ½               | ½               | 0               | ½               | ½               | 7     | ½          | ½          | ½          | 0          | 8½   |
| Дин Лижън (Китай)       | 2788 | ½               | 0               | ½               | 1               | 0               | 1               | 0               | ½               | ½               | ½               | ½               | 1               | ½               | ½               | 7     | ½          | ½          | ½          | 1          | 9½   |

### Първа партия: Непомняшчий – Дин ½:½
|   | a | b | c | d | e | f | g | h |   |
| 8 | черен топ на черно поле d8 · черен цар на бяло поле g8 · черна пешка на черно поле c7 · черна дама на черно поле e7 · черен офицер на бяло поле f7 · черна пешка на черно поле g7 · черна пешка на черно поле b6 · черен кон на бяло поле e6 · черна пешка на черно поле f6 · черна пешка на черно поле h6 · черна пешка на черно поле a5 · черна пешка на черно поле c5 · бяла пешка на бяло поле e4 · бяла пешка на черно поле a3 · бял топ на бяло поле d3 · бяла пешка на бяло поле f3 · бял офицер на черно поле g3 · бяла пешка на бяло поле h3 · бяла пешка на черно поле b2 · бяла пешка на бяло поле c2 · бяла дама на черно поле d2 · бял кон на бяло поле e2 · бяла пешка на бяло поле g2 · бял цар на черно поле h2 | черен топ на черно поле d8 · черен цар на бяло поле g8 · черна пешка на черно поле c7 · черна дама на черно поле e7 · черен офицер на бяло поле f7 · черна пешка на черно поле g7 · черна пешка на черно поле b6 · черен кон на бяло поле e6 · черна пешка на черно поле f6 · черна пешка на черно поле h6 · черна пешка на черно поле a5 · черна пешка на черно поле c5 · бяла пешка на бяло поле e4 · бяла пешка на черно поле a3 · бял топ на бяло поле d3 · бяла пешка на бяло поле f3 · бял офицер на черно поле g3 · бяла пешка на бяло поле h3 · бяла пешка на черно поле b2 · бяла пешка на бяло поле c2 · бяла дама на черно поле d2 · бял кон на бяло поле e2 · бяла пешка на бяло поле g2 · бял цар на черно поле h2 | черен топ на черно поле d8 · черен цар на бяло поле g8 · черна пешка на черно поле c7 · черна дама на черно поле e7 · черен офицер на бяло поле f7 · черна пешка на черно поле g7 · черна пешка на черно поле b6 · черен кон на бяло поле e6 · черна пешка на черно поле f6 · черна пешка на черно поле h6 · черна пешка на черно поле a5 · черна пешка на черно поле c5 · бяла пешка на бяло поле e4 · бяла пешка на черно поле a3 · бял топ на бяло поле d3 · бяла пешка на бяло поле f3 · бял офицер на черно поле g3 · бяла пешка на бяло поле h3 · бяла пешка на черно поле b2 · бяла пешка на бяло поле c2 · бяла дама на черно поле d2 · бял кон на бяло поле e2 · бяла пешка на бяло поле g2 · бял цар на черно поле h2 | черен топ на черно поле d8 · черен цар на бяло поле g8 · черна пешка на черно поле c7 · черна дама на черно поле e7 · черен офицер на бяло поле f7 · черна пешка на черно поле g7 · черна пешка на черно поле b6 · черен кон на бяло поле e6 · черна пешка на черно поле f6 · черна пешка на черно поле h6 · черна пешка на черно поле a5 · черна пешка на черно поле c5 · бяла пешка на бяло поле e4 · бяла пешка на черно поле a3 · бял топ на бяло поле d3 · бяла пешка на бяло поле f3 · бял офицер на черно поле g3 · бяла пешка на бяло поле h3 · бяла пешка на черно поле b2 · бяла пешка на бяло поле c2 · бяла дама на черно поле d2 · бял кон на бяло поле e2 · бяла пешка на бяло поле g2 · бял цар на черно поле h2 | черен топ на черно поле d8 · черен цар на бяло поле g8 · черна пешка на черно поле c7 · черна дама на черно поле e7 · черен офицер на бяло поле f7 · черна пешка на черно поле g7 · черна пешка на черно поле b6 · черен кон на бяло поле e6 · черна пешка на черно поле f6 · черна пешка на черно поле h6 · черна пешка на черно поле a5 · черна пешка на черно поле c5 · бяла пешка на бяло поле e4 · бяла пешка на черно поле a3 · бял топ на бяло поле d3 · бяла пешка на бяло поле f3 · бял офицер на черно поле g3 · бяла пешка на бяло поле h3 · бяла пешка на черно поле b2 · бяла пешка на бяло поле c2 · бяла дама на черно поле d2 · бял кон на бяло поле e2 · бяла пешка на бяло поле g2 · бял цар на черно поле h2 | черен топ на черно поле d8 · черен цар на бяло поле g8 · черна пешка на черно поле c7 · черна дама на черно поле e7 · черен офицер на бяло поле f7 · черна пешка на черно поле g7 · черна пешка на черно поле b6 · черен кон на бяло поле e6 · черна пешка на черно поле f6 · черна пешка на черно поле h6 · черна пешка на черно поле a5 · черна пешка на черно поле c5 · бяла пешка на бяло поле e4 · бяла пешка на черно поле a3 · бял топ на бяло поле d3 · бяла пешка на бяло поле f3 · бял офицер на черно поле g3 · бяла пешка на бяло поле h3 · бяла пешка на черно поле b2 · бяла пешка на бяло поле c2 · бяла дама на черно поле d2 · бял кон на бяло поле e2 · бяла пешка на бяло поле g2 · бял цар на черно поле h2 | черен топ на черно поле d8 · черен цар на бяло поле g8 · черна пешка на черно поле c7 · черна дама на черно поле e7 · черен офицер на бяло поле f7 · черна пешка на черно поле g7 · черна пешка на черно поле b6 · черен кон на бяло поле e6 · черна пешка на черно поле f6 · черна пешка на черно поле h6 · черна пешка на черно поле a5 · черна пешка на черно поле c5 · бяла пешка на бяло поле e4 · бяла пешка на черно поле a3 · бял топ на бяло поле d3 · бяла пешка на бяло поле f3 · бял офицер на черно поле g3 · бяла пешка на бяло поле h3 · бяла пешка на черно поле b2 · бяла пешка на бяло поле c2 · бяла дама на черно поле d2 · бял кон на бяло поле e2 · бяла пешка на бяло поле g2 · бял цар на черно поле h2 | черен топ на черно поле d8 · черен цар на бяло поле g8 · черна пешка на черно поле c7 · черна дама на черно поле e7 · черен офицер на бяло поле f7 · черна пешка на черно поле g7 · черна пешка на черно поле b6 · черен кон на бяло поле e6 · черна пешка на черно поле f6 · черна пешка на черно поле h6 · черна пешка на черно поле a5 · черна пешка на черно поле c5 · бяла пешка на бяло поле e4 · бяла пешка на черно поле a3 · бял топ на бяло поле d3 · бяла пешка на бяло поле f3 · бял офицер на черно поле g3 · бяла пешка на бяло поле h3 · бяла пешка на черно поле b2 · бяла пешка на бяло поле c2 · бяла дама на черно поле d2 · бял кон на бяло поле e2 · бяла пешка на бяло поле g2 · бял цар на черно поле h2 | 8 |
| 7 | черен топ на черно поле d8 · черен цар на бяло поле g8 · черна пешка на черно поле c7 · черна дама на черно поле e7 · черен офицер на бяло поле f7 · черна пешка на черно поле g7 · черна пешка на черно поле b6 · черен кон на бяло поле e6 · черна пешка на черно поле f6 · черна пешка на черно поле h6 · черна пешка на черно поле a5 · черна пешка на черно поле c5 · бяла пешка на бяло поле e4 · бяла пешка на черно поле a3 · бял топ на бяло поле d3 · бяла пешка на бяло поле f3 · бял офицер на черно поле g3 · бяла пешка на бяло поле h3 · бяла пешка на черно поле b2 · бяла пешка на бяло поле c2 · бяла дама на черно поле d2 · бял кон на бяло поле e2 · бяла пешка на бяло поле g2 · бял цар на черно поле h2 | черен топ на черно поле d8 · черен цар на бяло поле g8 · черна пешка на черно поле c7 · черна дама на черно поле e7 · черен офицер на бяло поле f7 · черна пешка на черно поле g7 · черна пешка на черно поле b6 · черен кон на бяло поле e6 · черна пешка на черно поле f6 · черна пешка на черно поле h6 · черна пешка на черно поле a5 · черна пешка на черно поле c5 · бяла пешка на бяло поле e4 · бяла пешка на черно поле a3 · бял топ на бяло поле d3 · бяла пешка на бяло поле f3 · бял офицер на черно поле g3 · бяла пешка на бяло поле h3 · бяла пешка на черно поле b2 · бяла пешка на бяло поле c2 · бяла дама на черно поле d2 · бял кон на бяло поле e2 · бяла пешка на бяло поле g2 · бял цар на черно поле h2 | черен топ на черно поле d8 · черен цар на бяло поле g8 · черна пешка на черно поле c7 · черна дама на черно поле e7 · черен офицер на бяло поле f7 · черна пешка на черно поле g7 · черна пешка на черно поле b6 · черен кон на бяло поле e6 · черна пешка на черно поле f6 · черна пешка на черно поле h6 · черна пешка на черно поле a5 · черна пешка на черно поле c5 · бяла пешка на бяло поле e4 · бяла пешка на черно поле a3 · бял топ на бяло поле d3 · бяла пешка на бяло поле f3 · бял офицер на черно поле g3 · бяла пешка на бяло поле h3 · бяла пешка на черно поле b2 · бяла пешка на бяло поле c2 · бяла дама на черно поле d2 · бял кон на бяло поле e2 · бяла пешка на бяло поле g2 · бял цар на черно поле h2 | черен топ на черно поле d8 · черен цар на бяло поле g8 · черна пешка на черно поле c7 · черна дама на черно поле e7 · черен офицер на бяло поле f7 · черна пешка на черно поле g7 · черна пешка на черно поле b6 · черен кон на бяло поле e6 · черна пешка на черно поле f6 · черна пешка на черно поле h6 · черна пешка на черно поле a5 · черна пешка на черно поле c5 · бяла пешка на бяло поле e4 · бяла пешка на черно поле a3 · бял топ на бяло поле d3 · бяла пешка на бяло поле f3 · бял офицер на черно поле g3 · бяла пешка на бяло поле h3 · бяла пешка на черно поле b2 · бяла пешка на бяло поле c2 · бяла дама на черно поле d2 · бял кон на бяло поле e2 · бяла пешка на бяло поле g2 · бял цар на черно поле h2 | черен топ на черно поле d8 · черен цар на бяло поле g8 · черна пешка на черно поле c7 · черна дама на черно поле e7 · черен офицер на бяло поле f7 · черна пешка на черно поле g7 · черна пешка на черно поле b6 · черен кон на бяло поле e6 · черна пешка на черно поле f6 · черна пешка на черно поле h6 · черна пешка на черно поле a5 · черна пешка на черно поле c5 · бяла пешка на бяло поле e4 · бяла пешка на черно поле a3 · бял топ на бяло поле d3 · бяла пешка на бяло поле f3 · бял офицер на черно поле g3 · бяла пешка на бяло поле h3 · бяла пешка на черно поле b2 · бяла пешка на бяло поле c2 · бяла дама на черно поле d2 · бял кон на бяло поле e2 · бяла пешка на бяло поле g2 · бял цар на черно поле h2 | черен топ на черно поле d8 · черен цар на бяло поле g8 · черна пешка на черно поле c7 · черна дама на черно поле e7 · черен офицер на бяло поле f7 · черна пешка на черно поле g7 · черна пешка на черно поле b6 · черен кон на бяло поле e6 · черна пешка на черно поле f6 · черна пешка на черно поле h6 · черна пешка на черно поле a5 · черна пешка на черно поле c5 · бяла пешка на бяло поле e4 · бяла пешка на черно поле a3 · бял топ на бяло поле d3 · бяла пешка на бяло поле f3 · бял офицер на черно поле g3 · бяла пешка на бяло поле h3 · бяла пешка на черно поле b2 · бяла пешка на бяло поле c2 · бяла дама на черно поле d2 · бял кон на бяло поле e2 · бяла пешка на бяло поле g2 · бял цар на черно поле h2 | черен топ на черно поле d8 · черен цар на бяло поле g8 · черна пешка на черно поле c7 · черна дама на черно поле e7 · черен офицер на бяло поле f7 · черна пешка на черно поле g7 · черна пешка на черно поле b6 · черен кон на бяло поле e6 · черна пешка на черно поле f6 · черна пешка на черно поле h6 · черна пешка на черно поле a5 · черна пешка на черно поле c5 · бяла пешка на бяло поле e4 · бяла пешка на черно поле a3 · бял топ на бяло поле d3 · бяла пешка на бяло поле f3 · бял офицер на черно поле g3 · бяла пешка на бяло поле h3 · бяла пешка на черно поле b2 · бяла пешка на бяло поле c2 · бяла дама на черно поле d2 · бял кон на бяло поле e2 · бяла пешка на бяло поле g2 · бял цар на черно поле h2 | черен топ на черно поле d8 · черен цар на бяло поле g8 · черна пешка на черно поле c7 · черна дама на черно поле e7 · черен офицер на бяло поле f7 · черна пешка на черно поле g7 · черна пешка на черно поле b6 · черен кон на бяло поле e6 · черна пешка на черно поле f6 · черна пешка на черно поле h6 · черна пешка на черно поле a5 · черна пешка на черно поле c5 · бяла пешка на бяло поле e4 · бяла пешка на черно поле a3 · бял топ на бяло поле d3 · бяла пешка на бяло поле f3 · бял офицер на черно поле g3 · бяла пешка на бяло поле h3 · бяла пешка на черно поле b2 · бяла пешка на бяло поле c2 · бяла дама на черно поле d2 · бял кон на бяло поле e2 · бяла пешка на бяло поле g2 · бял цар на черно поле h2 | 7 |
| 6 | черен топ на черно поле d8 · черен цар на бяло поле g8 · черна пешка на черно поле c7 · черна дама на черно поле e7 · черен офицер на бяло поле f7 · черна пешка на черно поле g7 · черна пешка на черно поле b6 · черен кон на бяло поле e6 · черна пешка на черно поле f6 · черна пешка на черно поле h6 · черна пешка на черно поле a5 · черна пешка на черно поле c5 · бяла пешка на бяло поле e4 · бяла пешка на черно поле a3 · бял топ на бяло поле d3 · бяла пешка на бяло поле f3 · бял офицер на черно поле g3 · бяла пешка на бяло поле h3 · бяла пешка на черно поле b2 · бяла пешка на бяло поле c2 · бяла дама на черно поле d2 · бял кон на бяло поле e2 · бяла пешка на бяло поле g2 · бял цар на черно поле h2 | черен топ на черно поле d8 · черен цар на бяло поле g8 · черна пешка на черно поле c7 · черна дама на черно поле e7 · черен офицер на бяло поле f7 · черна пешка на черно поле g7 · черна пешка на черно поле b6 · черен кон на бяло поле e6 · черна пешка на черно поле f6 · черна пешка на черно поле h6 · черна пешка на черно поле a5 · черна пешка на черно поле c5 · бяла пешка на бяло поле e4 · бяла пешка на черно поле a3 · бял топ на бяло поле d3 · бяла пешка на бяло поле f3 · бял офицер на черно поле g3 · бяла пешка на бяло поле h3 · бяла пешка на черно поле b2 · бяла пешка на бяло поле c2 · бяла дама на черно поле d2 · бял кон на бяло поле e2 · бяла пешка на бяло поле g2 · бял цар на черно поле h2 | черен топ на черно поле d8 · черен цар на бяло поле g8 · черна пешка на черно поле c7 · черна дама на черно поле e7 · черен офицер на бяло поле f7 · черна пешка на черно поле g7 · черна пешка на черно поле b6 · черен кон на бяло поле e6 · черна пешка на черно поле f6 · черна пешка на черно поле h6 · черна пешка на черно поле a5 · черна пешка на черно поле c5 · бяла пешка на бяло поле e4 · бяла пешка на черно поле a3 · бял топ на бяло поле d3 · бяла пешка на бяло поле f3 · бял офицер на черно поле g3 · бяла пешка на бяло поле h3 · бяла пешка на черно поле b2 · бяла пешка на бяло поле c2 · бяла дама на черно поле d2 · бял кон на бяло поле e2 · бяла пешка на бяло поле g2 · бял цар на черно поле h2 | черен топ на черно поле d8 · черен цар на бяло поле g8 · черна пешка на черно поле c7 · черна дама на черно поле e7 · черен офицер на бяло поле f7 · черна пешка на черно поле g7 · черна пешка на черно поле b6 · черен кон на бяло поле e6 · черна пешка на черно поле f6 · черна пешка на черно поле h6 · черна пешка на черно поле a5 · черна пешка на черно поле c5 · бяла пешка на бяло поле e4 · бяла пешка на черно поле a3 · бял топ на бяло поле d3 · бяла пешка на бяло поле f3 · бял офицер на черно поле g3 · бяла пешка на бяло поле h3 · бяла пешка на черно поле b2 · бяла пешка на бяло поле c2 · бяла дама на черно поле d2 · бял кон на бяло поле e2 · бяла пешка на бяло поле g2 · бял цар на черно поле h2 | черен топ на черно поле d8 · черен цар на бяло поле g8 · черна пешка на черно поле c7 · черна дама на черно поле e7 · черен офицер на бяло поле f7 · черна пешка на черно поле g7 · черна пешка на черно поле b6 · черен кон на бяло поле e6 · черна пешка на черно поле f6 · черна пешка на черно поле h6 · черна пешка на черно поле a5 · черна пешка на черно поле c5 · бяла пешка на бяло поле e4 · бяла пешка на черно поле a3 · бял топ на бяло поле d3 · бяла пешка на бяло поле f3 · бял офицер на черно поле g3 · бяла пешка на бяло поле h3 · бяла пешка на черно поле b2 · бяла пешка на бяло поле c2 · бяла дама на черно поле d2 · бял кон на бяло поле e2 · бяла пешка на бяло поле g2 · бял цар на черно поле h2 | черен топ на черно поле d8 · черен цар на бяло поле g8 · черна пешка на черно поле c7 · черна дама на черно поле e7 · черен офицер на бяло поле f7 · черна пешка на черно поле g7 · черна пешка на черно поле b6 · черен кон на бяло поле e6 · черна пешка на черно поле f6 · черна пешка на черно поле h6 · черна пешка на черно поле a5 · черна пешка на черно поле c5 · бяла пешка на бяло поле e4 · бяла пешка на черно поле a3 · бял топ на бяло поле d3 · бяла пешка на бяло поле f3 · бял офицер на черно поле g3 · бяла пешка на бяло поле h3 · бяла пешка на черно поле b2 · бяла пешка на бяло поле c2 · бяла дама на черно поле d2 · бял кон на бяло поле e2 · бяла пешка на бяло поле g2 · бял цар на черно поле h2 | черен топ на черно поле d8 · черен цар на бяло поле g8 · черна пешка на черно поле c7 · черна дама на черно поле e7 · черен офицер на бяло поле f7 · черна пешка на черно поле g7 · черна пешка на черно поле b6 · черен кон на бяло поле e6 · черна пешка на черно поле f6 · черна пешка на черно поле h6 · черна пешка на черно поле a5 · черна пешка на черно поле c5 · бяла пешка на бяло поле e4 · бяла пешка на черно поле a3 · бял топ на бяло поле d3 · бяла пешка на бяло поле f3 · бял офицер на черно поле g3 · бяла пешка на бяло поле h3 · бяла пешка на черно поле b2 · бяла пешка на бяло поле c2 · бяла дама на черно поле d2 · бял кон на бяло поле e2 · бяла пешка на бяло поле g2 · бял цар на черно поле h2 | черен топ на черно поле d8 · черен цар на бяло поле g8 · черна пешка на черно поле c7 · черна дама на черно поле e7 · черен офицер на бяло поле f7 · черна пешка на черно поле g7 · черна пешка на черно поле b6 · черен кон на бяло поле e6 · черна пешка на черно поле f6 · черна пешка на черно поле h6 · черна пешка на черно поле a5 · черна пешка на черно поле c5 · бяла пешка на бяло поле e4 · бяла пешка на черно поле a3 · бял топ на бяло поле d3 · бяла пешка на бяло поле f3 · бял офицер на черно поле g3 · бяла пешка на бяло поле h3 · бяла пешка на черно поле b2 · бяла пешка на бяло поле c2 · бяла дама на черно поле d2 · бял кон на бяло поле e2 · бяла пешка на бяло поле g2 · бял цар на черно поле h2 | 6 |
| 5 | черен топ на черно поле d8 · черен цар на бяло поле g8 · черна пешка на черно поле c7 · черна дама на черно поле e7 · черен офицер на бяло поле f7 · черна пешка на черно поле g7 · черна пешка на черно поле b6 · черен кон на бяло поле e6 · черна пешка на черно поле f6 · черна пешка на черно поле h6 · черна пешка на черно поле a5 · черна пешка на черно поле c5 · бяла пешка на бяло поле e4 · бяла пешка на черно поле a3 · бял топ на бяло поле d3 · бяла пешка на бяло поле f3 · бял офицер на черно поле g3 · бяла пешка на бяло поле h3 · бяла пешка на черно поле b2 · бяла пешка на бяло поле c2 · бяла дама на черно поле d2 · бял кон на бяло поле e2 · бяла пешка на бяло поле g2 · бял цар на черно поле h2 | черен топ на черно поле d8 · черен цар на бяло поле g8 · черна пешка на черно поле c7 · черна дама на черно поле e7 · черен офицер на бяло поле f7 · черна пешка на черно поле g7 · черна пешка на черно поле b6 · черен кон на бяло поле e6 · черна пешка на черно поле f6 · черна пешка на черно поле h6 · черна пешка на черно поле a5 · черна пешка на черно поле c5 · бяла пешка на бяло поле e4 · бяла пешка на черно поле a3 · бял топ на бяло поле d3 · бяла пешка на бяло поле f3 · бял офицер на черно поле g3 · бяла пешка на бяло поле h3 · бяла пешка на черно поле b2 · бяла пешка на бяло поле c2 · бяла дама на черно поле d2 · бял кон на бяло поле e2 · бяла пешка на бяло поле g2 · бял цар на черно поле h2 | черен топ на черно поле d8 · черен цар на бяло поле g8 · черна пешка на черно поле c7 · черна дама на черно поле e7 · черен офицер на бяло поле f7 · черна пешка на черно поле g7 · черна пешка на черно поле b6 · черен кон на бяло поле e6 · черна пешка на черно поле f6 · черна пешка на черно поле h6 · черна пешка на черно поле a5 · черна пешка на черно поле c5 · бяла пешка на бяло поле e4 · бяла пешка на черно поле a3 · бял топ на бяло поле d3 · бяла пешка на бяло поле f3 · бял офицер на черно поле g3 · бяла пешка на бяло поле h3 · бяла пешка на черно поле b2 · бяла пешка на бяло поле c2 · бяла дама на черно поле d2 · бял кон на бяло поле e2 · бяла пешка на бяло поле g2 · бял цар на черно поле h2 | черен топ на черно поле d8 · черен цар на бяло поле g8 · черна пешка на черно поле c7 · черна дама на черно поле e7 · черен офицер на бяло поле f7 · черна пешка на черно поле g7 · черна пешка на черно поле b6 · черен кон на бяло поле e6 · черна пешка на черно поле f6 · черна пешка на черно поле h6 · черна пешка на черно поле a5 · черна пешка на черно поле c5 · бяла пешка на бяло поле e4 · бяла пешка на черно поле a3 · бял топ на бяло поле d3 · бяла пешка на бяло поле f3 · бял офицер на черно поле g3 · бяла пешка на бяло поле h3 · бяла пешка на черно поле b2 · бяла пешка на бяло поле c2 · бяла дама на черно поле d2 · бял кон на бяло поле e2 · бяла пешка на бяло поле g2 · бял цар на черно поле h2 | черен топ на черно поле d8 · черен цар на бяло поле g8 · черна пешка на черно поле c7 · черна дама на черно поле e7 · черен офицер на бяло поле f7 · черна пешка на черно поле g7 · черна пешка на черно поле b6 · черен кон на бяло поле e6 · черна пешка на черно поле f6 · черна пешка на черно поле h6 · черна пешка на черно поле a5 · черна пешка на черно поле c5 · бяла пешка на бяло поле e4 · бяла пешка на черно поле a3 · бял топ на бяло поле d3 · бяла пешка на бяло поле f3 · бял офицер на черно поле g3 · бяла пешка на бяло поле h3 · бяла пешка на черно поле b2 · бяла пешка на бяло поле c2 · бяла дама на черно поле d2 · бял кон на бяло поле e2 · бяла пешка на бяло поле g2 · бял цар на черно поле h2 | черен топ на черно поле d8 · черен цар на бяло поле g8 · черна пешка на черно поле c7 · черна дама на черно поле e7 · черен офицер на бяло поле f7 · черна пешка на черно поле g7 · черна пешка на черно поле b6 · черен кон на бяло поле e6 · черна пешка на черно поле f6 · черна пешка на черно поле h6 · черна пешка на черно поле a5 · черна пешка на черно поле c5 · бяла пешка на бяло поле e4 · бяла пешка на черно поле a3 · бял топ на бяло поле d3 · бяла пешка на бяло поле f3 · бял офицер на черно поле g3 · бяла пешка на бяло поле h3 · бяла пешка на черно поле b2 · бяла пешка на бяло поле c2 · бяла дама на черно поле d2 · бял кон на бяло поле e2 · бяла пешка на бяло поле g2 · бял цар на черно поле h2 | черен топ на черно поле d8 · черен цар на бяло поле g8 · черна пешка на черно поле c7 · черна дама на черно поле e7 · черен офицер на бяло поле f7 · черна пешка на черно поле g7 · черна пешка на черно поле b6 · черен кон на бяло поле e6 · черна пешка на черно поле f6 · черна пешка на черно поле h6 · черна пешка на черно поле a5 · черна пешка на черно поле c5 · бяла пешка на бяло поле e4 · бяла пешка на черно поле a3 · бял топ на бяло поле d3 · бяла пешка на бяло поле f3 · бял офицер на черно поле g3 · бяла пешка на бяло поле h3 · бяла пешка на черно поле b2 · бяла пешка на бяло поле c2 · бяла дама на черно поле d2 · бял кон на бяло поле e2 · бяла пешка на бяло поле g2 · бял цар на черно поле h2 | черен топ на черно поле d8 · черен цар на бяло поле g8 · черна пешка на черно поле c7 · черна дама на черно поле e7 · черен офицер на бяло поле f7 · черна пешка на черно поле g7 · черна пешка на черно поле b6 · черен кон на бяло поле e6 · черна пешка на черно поле f6 · черна пешка на черно поле h6 · черна пешка на черно поле a5 · черна пешка на черно поле c5 · бяла пешка на бяло поле e4 · бяла пешка на черно поле a3 · бял топ на бяло поле d3 · бяла пешка на бяло поле f3 · бял офицер на черно поле g3 · бяла пешка на бяло поле h3 · бяла пешка на черно поле b2 · бяла пешка на бяло поле c2 · бяла дама на черно поле d2 · бял кон на бяло поле e2 · бяла пешка на бяло поле g2 · бял цар на черно поле h2 | 5 |
| 4 | черен топ на черно поле d8 · черен цар на бяло поле g8 · черна пешка на черно поле c7 · черна дама на черно поле e7 · черен офицер на бяло поле f7 · черна пешка на черно поле g7 · черна пешка на черно поле b6 · черен кон на бяло поле e6 · черна пешка на черно поле f6 · черна пешка на черно поле h6 · черна пешка на черно поле a5 · черна пешка на черно поле c5 · бяла пешка на бяло поле e4 · бяла пешка на черно поле a3 · бял топ на бяло поле d3 · бяла пешка на бяло поле f3 · бял офицер на черно поле g3 · бяла пешка на бяло поле h3 · бяла пешка на черно поле b2 · бяла пешка на бяло поле c2 · бяла дама на черно поле d2 · бял кон на бяло поле e2 · бяла пешка на бяло поле g2 · бял цар на черно поле h2 | черен топ на черно поле d8 · черен цар на бяло поле g8 · черна пешка на черно поле c7 · черна дама на черно поле e7 · черен офицер на бяло поле f7 · черна пешка на черно поле g7 · черна пешка на черно поле b6 · черен кон на бяло поле e6 · черна пешка на черно поле f6 · черна пешка на черно поле h6 · черна пешка на черно поле a5 · черна пешка на черно поле c5 · бяла пешка на бяло поле e4 · бяла пешка на черно поле a3 · бял топ на бяло поле d3 · бяла пешка на бяло поле f3 · бял офицер на черно поле g3 · бяла пешка на бяло поле h3 · бяла пешка на черно поле b2 · бяла пешка на бяло поле c2 · бяла дама на черно поле d2 · бял кон на бяло поле e2 · бяла пешка на бяло поле g2 · бял цар на черно поле h2 | черен топ на черно поле d8 · черен цар на бяло поле g8 · черна пешка на черно поле c7 · черна дама на черно поле e7 · черен офицер на бяло поле f7 · черна пешка на черно поле g7 · черна пешка на черно поле b6 · черен кон на бяло поле e6 · черна пешка на черно поле f6 · черна пешка на черно поле h6 · черна пешка на черно поле a5 · черна пешка на черно поле c5 · бяла пешка на бяло поле e4 · бяла пешка на черно поле a3 · бял топ на бяло поле d3 · бяла пешка на бяло поле f3 · бял офицер на черно поле g3 · бяла пешка на бяло поле h3 · бяла пешка на черно поле b2 · бяла пешка на бяло поле c2 · бяла дама на черно поле d2 · бял кон на бяло поле e2 · бяла пешка на бяло поле g2 · бял цар на черно поле h2 | черен топ на черно поле d8 · черен цар на бяло поле g8 · черна пешка на черно поле c7 · черна дама на черно поле e7 · черен офицер на бяло поле f7 · черна пешка на черно поле g7 · черна пешка на черно поле b6 · черен кон на бяло поле e6 · черна пешка на черно поле f6 · черна пешка на черно поле h6 · черна пешка на черно поле a5 · черна пешка на черно поле c5 · бяла пешка на бяло поле e4 · бяла пешка на черно поле a3 · бял топ на бяло поле d3 · бяла пешка на бяло поле f3 · бял офицер на черно поле g3 · бяла пешка на бяло поле h3 · бяла пешка на черно поле b2 · бяла пешка на бяло поле c2 · бяла дама на черно поле d2 · бял кон на бяло поле e2 · бяла пешка на бяло поле g2 · бял цар на черно поле h2 | черен топ на черно поле d8 · черен цар на бяло поле g8 · черна пешка на черно поле c7 · черна дама на черно поле e7 · черен офицер на бяло поле f7 · черна пешка на черно поле g7 · черна пешка на черно поле b6 · черен кон на бяло поле e6 · черна пешка на черно поле f6 · черна пешка на черно поле h6 · черна пешка на черно поле a5 · черна пешка на черно поле c5 · бяла пешка на бяло поле e4 · бяла пешка на черно поле a3 · бял топ на бяло поле d3 · бяла пешка на бяло поле f3 · бял офицер на черно поле g3 · бяла пешка на бяло поле h3 · бяла пешка на черно поле b2 · бяла пешка на бяло поле c2 · бяла дама на черно поле d2 · бял кон на бяло поле e2 · бяла пешка на бяло поле g2 · бял цар на черно поле h2 | черен топ на черно поле d8 · черен цар на бяло поле g8 · черна пешка на черно поле c7 · черна дама на черно поле e7 · черен офицер на бяло поле f7 · черна пешка на черно поле g7 · черна пешка на черно поле b6 · черен кон на бяло поле e6 · черна пешка на черно поле f6 · черна пешка на черно поле h6 · черна пешка на черно поле a5 · черна пешка на черно поле c5 · бяла пешка на бяло поле e4 · бяла пешка на черно поле a3 · бял топ на бяло поле d3 · бяла пешка на бяло поле f3 · бял офицер на черно поле g3 · бяла пешка на бяло поле h3 · бяла пешка на черно поле b2 · бяла пешка на бяло поле c2 · бяла дама на черно поле d2 · бял кон на бяло поле e2 · бяла пешка на бяло поле g2 · бял цар на черно поле h2 | черен топ на черно поле d8 · черен цар на бяло поле g8 · черна пешка на черно поле c7 · черна дама на черно поле e7 · черен офицер на бяло поле f7 · черна пешка на черно поле g7 · черна пешка на черно поле b6 · черен кон на бяло поле e6 · черна пешка на черно поле f6 · черна пешка на черно поле h6 · черна пешка на черно поле a5 · черна пешка на черно поле c5 · бяла пешка на бяло поле e4 · бяла пешка на черно поле a3 · бял топ на бяло поле d3 · бяла пешка на бяло поле f3 · бял офицер на черно поле g3 · бяла пешка на бяло поле h3 · бяла пешка на черно поле b2 · бяла пешка на бяло поле c2 · бяла дама на черно поле d2 · бял кон на бяло поле e2 · бяла пешка на бяло поле g2 · бял цар на черно поле h2 | черен топ на черно поле d8 · черен цар на бяло поле g8 · черна пешка на черно поле c7 · черна дама на черно поле e7 · черен офицер на бяло поле f7 · черна пешка на черно поле g7 · черна пешка на черно поле b6 · черен кон на бяло поле e6 · черна пешка на черно поле f6 · черна пешка на черно поле h6 · черна пешка на черно поле a5 · черна пешка на черно поле c5 · бяла пешка на бяло поле e4 · бяла пешка на черно поле a3 · бял топ на бяло поле d3 · бяла пешка на бяло поле f3 · бял офицер на черно поле g3 · бяла пешка на бяло поле h3 · бяла пешка на черно поле b2 · бяла пешка на бяло поле c2 · бяла дама на черно поле d2 · бял кон на бяло поле e2 · бяла пешка на бяло поле g2 · бял цар на черно поле h2 | 4 |
| 3 | черен топ на черно поле d8 · черен цар на бяло поле g8 · черна пешка на черно поле c7 · черна дама на черно поле e7 · черен офицер на бяло поле f7 · черна пешка на черно поле g7 · черна пешка на черно поле b6 · черен кон на бяло поле e6 · черна пешка на черно поле f6 · черна пешка на черно поле h6 · черна пешка на черно поле a5 · черна пешка на черно поле c5 · бяла пешка на бяло поле e4 · бяла пешка на черно поле a3 · бял топ на бяло поле d3 · бяла пешка на бяло поле f3 · бял офицер на черно поле g3 · бяла пешка на бяло поле h3 · бяла пешка на черно поле b2 · бяла пешка на бяло поле c2 · бяла дама на черно поле d2 · бял кон на бяло поле e2 · бяла пешка на бяло поле g2 · бял цар на черно поле h2 | черен топ на черно поле d8 · черен цар на бяло поле g8 · черна пешка на черно поле c7 · черна дама на черно поле e7 · черен офицер на бяло поле f7 · черна пешка на черно поле g7 · черна пешка на черно поле b6 · черен кон на бяло поле e6 · черна пешка на черно поле f6 · черна пешка на черно поле h6 · черна пешка на черно поле a5 · черна пешка на черно поле c5 · бяла пешка на бяло поле e4 · бяла пешка на черно поле a3 · бял топ на бяло поле d3 · бяла пешка на бяло поле f3 · бял офицер на черно поле g3 · бяла пешка на бяло поле h3 · бяла пешка на черно поле b2 · бяла пешка на бяло поле c2 · бяла дама на черно поле d2 · бял кон на бяло поле e2 · бяла пешка на бяло поле g2 · бял цар на черно поле h2 | черен топ на черно поле d8 · черен цар на бяло поле g8 · черна пешка на черно поле c7 · черна дама на черно поле e7 · черен офицер на бяло поле f7 · черна пешка на черно поле g7 · черна пешка на черно поле b6 · черен кон на бяло поле e6 · черна пешка на черно поле f6 · черна пешка на черно поле h6 · черна пешка на черно поле a5 · черна пешка на черно поле c5 · бяла пешка на бяло поле e4 · бяла пешка на черно поле a3 · бял топ на бяло поле d3 · бяла пешка на бяло поле f3 · бял офицер на черно поле g3 · бяла пешка на бяло поле h3 · бяла пешка на черно поле b2 · бяла пешка на бяло поле c2 · бяла дама на черно поле d2 · бял кон на бяло поле e2 · бяла пешка на бяло поле g2 · бял цар на черно поле h2 | черен топ на черно поле d8 · черен цар на бяло поле g8 · черна пешка на черно поле c7 · черна дама на черно поле e7 · черен офицер на бяло поле f7 · черна пешка на черно поле g7 · черна пешка на черно поле b6 · черен кон на бяло поле e6 · черна пешка на черно поле f6 · черна пешка на черно поле h6 · черна пешка на черно поле a5 · черна пешка на черно поле c5 · бяла пешка на бяло поле e4 · бяла пешка на черно поле a3 · бял топ на бяло поле d3 · бяла пешка на бяло поле f3 · бял офицер на черно поле g3 · бяла пешка на бяло поле h3 · бяла пешка на черно поле b2 · бяла пешка на бяло поле c2 · бяла дама на черно поле d2 · бял кон на бяло поле e2 · бяла пешка на бяло поле g2 · бял цар на черно поле h2 | черен топ на черно поле d8 · черен цар на бяло поле g8 · черна пешка на черно поле c7 · черна дама на черно поле e7 · черен офицер на бяло поле f7 · черна пешка на черно поле g7 · черна пешка на черно поле b6 · черен кон на бяло поле e6 · черна пешка на черно поле f6 · черна пешка на черно поле h6 · черна пешка на черно поле a5 · черна пешка на черно поле c5 · бяла пешка на бяло поле e4 · бяла пешка на черно поле a3 · бял топ на бяло поле d3 · бяла пешка на бяло поле f3 · бял офицер на черно поле g3 · бяла пешка на бяло поле h3 · бяла пешка на черно поле b2 · бяла пешка на бяло поле c2 · бяла дама на черно поле d2 · бял кон на бяло поле e2 · бяла пешка на бяло поле g2 · бял цар на черно поле h2 | черен топ на черно поле d8 · черен цар на бяло поле g8 · черна пешка на черно поле c7 · черна дама на черно поле e7 · черен офицер на бяло поле f7 · черна пешка на черно поле g7 · черна пешка на черно поле b6 · черен кон на бяло поле e6 · черна пешка на черно поле f6 · черна пешка на черно поле h6 · черна пешка на черно поле a5 · черна пешка на черно поле c5 · бяла пешка на бяло поле e4 · бяла пешка на черно поле a3 · бял топ на бяло поле d3 · бяла пешка на бяло поле f3 · бял офицер на черно поле g3 · бяла пешка на бяло поле h3 · бяла пешка на черно поле b2 · бяла пешка на бяло поле c2 · бяла дама на черно поле d2 · бял кон на бяло поле e2 · бяла пешка на бяло поле g2 · бял цар на черно поле h2 | черен топ на черно поле d8 · черен цар на бяло поле g8 · черна пешка на черно поле c7 · черна дама на черно поле e7 · черен офицер на бяло поле f7 · черна пешка на черно поле g7 · черна пешка на черно поле b6 · черен кон на бяло поле e6 · черна пешка на черно поле f6 · черна пешка на черно поле h6 · черна пешка на черно поле a5 · черна пешка на черно поле c5 · бяла пешка на бяло поле e4 · бяла пешка на черно поле a3 · бял топ на бяло поле d3 · бяла пешка на бяло поле f3 · бял офицер на черно поле g3 · бяла пешка на бяло поле h3 · бяла пешка на черно поле b2 · бяла пешка на бяло поле c2 · бяла дама на черно поле d2 · бял кон на бяло поле e2 · бяла пешка на бяло поле g2 · бял цар на черно поле h2 | черен топ на черно поле d8 · черен цар на бяло поле g8 · черна пешка на черно поле c7 · черна дама на черно поле e7 · черен офицер на бяло поле f7 · черна пешка на черно поле g7 · черна пешка на черно поле b6 · черен кон на бяло поле e6 · черна пешка на черно поле f6 · черна пешка на черно поле h6 · черна пешка на черно поле a5 · черна пешка на черно поле c5 · бяла пешка на бяло поле e4 · бяла пешка на черно поле a3 · бял топ на бяло поле d3 · бяла пешка на бяло поле f3 · бял офицер на черно поле g3 · бяла пешка на бяло поле h3 · бяла пешка на черно поле b2 · бяла пешка на бяло поле c2 · бяла дама на черно поле d2 · бял кон на бяло поле e2 · бяла пешка на бяло поле g2 · бял цар на черно поле h2 | 3 |
| 2 | черен топ на черно поле d8 · черен цар на бяло поле g8 · черна пешка на черно поле c7 · черна дама на черно поле e7 · черен офицер на бяло поле f7 · черна пешка на черно поле g7 · черна пешка на черно поле b6 · черен кон на бяло поле e6 · черна пешка на черно поле f6 · черна пешка на черно поле h6 · черна пешка на черно поле a5 · черна пешка на черно поле c5 · бяла пешка на бяло поле e4 · бяла пешка на черно поле a3 · бял топ на бяло поле d3 · бяла пешка на бяло поле f3 · бял офицер на черно поле g3 · бяла пешка на бяло поле h3 · бяла пешка на черно поле b2 · бяла пешка на бяло поле c2 · бяла дама на черно поле d2 · бял кон на бяло поле e2 · бяла пешка на бяло поле g2 · бял цар на черно поле h2 | черен топ на черно поле d8 · черен цар на бяло поле g8 · черна пешка на черно поле c7 · черна дама на черно поле e7 · черен офицер на бяло поле f7 · черна пешка на черно поле g7 · черна пешка на черно поле b6 · черен кон на бяло поле e6 · черна пешка на черно поле f6 · черна пешка на черно поле h6 · черна пешка на черно поле a5 · черна пешка на черно поле c5 · бяла пешка на бяло поле e4 · бяла пешка на черно поле a3 · бял топ на бяло поле d3 · бяла пешка на бяло поле f3 · бял офицер на черно поле g3 · бяла пешка на бяло поле h3 · бяла пешка на черно поле b2 · бяла пешка на бяло поле c2 · бяла дама на черно поле d2 · бял кон на бяло поле e2 · бяла пешка на бяло поле g2 · бял цар на черно поле h2 | черен топ на черно поле d8 · черен цар на бяло поле g8 · черна пешка на черно поле c7 · черна дама на черно поле e7 · черен офицер на бяло поле f7 · черна пешка на черно поле g7 · черна пешка на черно поле b6 · черен кон на бяло поле e6 · черна пешка на черно поле f6 · черна пешка на черно поле h6 · черна пешка на черно поле a5 · черна пешка на черно поле c5 · бяла пешка на бяло поле e4 · бяла пешка на черно поле a3 · бял топ на бяло поле d3 · бяла пешка на бяло поле f3 · бял офицер на черно поле g3 · бяла пешка на бяло поле h3 · бяла пешка на черно поле b2 · бяла пешка на бяло поле c2 · бяла дама на черно поле d2 · бял кон на бяло поле e2 · бяла пешка на бяло поле g2 · бял цар на черно поле h2 | черен топ на черно поле d8 · черен цар на бяло поле g8 · черна пешка на черно поле c7 · черна дама на черно поле e7 · черен офицер на бяло поле f7 · черна пешка на черно поле g7 · черна пешка на черно поле b6 · черен кон на бяло поле e6 · черна пешка на черно поле f6 · черна пешка на черно поле h6 · черна пешка на черно поле a5 · черна пешка на черно поле c5 · бяла пешка на бяло поле e4 · бяла пешка на черно поле a3 · бял топ на бяло поле d3 · бяла пешка на бяло поле f3 · бял офицер на черно поле g3 · бяла пешка на бяло поле h3 · бяла пешка на черно поле b2 · бяла пешка на бяло поле c2 · бяла дама на черно поле d2 · бял кон на бяло поле e2 · бяла пешка на бяло поле g2 · бял цар на черно поле h2 | черен топ на черно поле d8 · черен цар на бяло поле g8 · черна пешка на черно поле c7 · черна дама на черно поле e7 · черен офицер на бяло поле f7 · черна пешка на черно поле g7 · черна пешка на черно поле b6 · черен кон на бяло поле e6 · черна пешка на черно поле f6 · черна пешка на черно поле h6 · черна пешка на черно поле a5 · черна пешка на черно поле c5 · бяла пешка на бяло поле e4 · бяла пешка на черно поле a3 · бял топ на бяло поле d3 · бяла пешка на бяло поле f3 · бял офицер на черно поле g3 · бяла пешка на бяло поле h3 · бяла пешка на черно поле b2 · бяла пешка на бяло поле c2 · бяла дама на черно поле d2 · бял кон на бяло поле e2 · бяла пешка на бяло поле g2 · бял цар на черно поле h2 | черен топ на черно поле d8 · черен цар на бяло поле g8 · черна пешка на черно поле c7 · черна дама на черно поле e7 · черен офицер на бяло поле f7 · черна пешка на черно поле g7 · черна пешка на черно поле b6 · черен кон на бяло поле e6 · черна пешка на черно поле f6 · черна пешка на черно поле h6 · черна пешка на черно поле a5 · черна пешка на черно поле c5 · бяла пешка на бяло поле e4 · бяла пешка на черно поле a3 · бял топ на бяло поле d3 · бяла пешка на бяло поле f3 · бял офицер на черно поле g3 · бяла пешка на бяло поле h3 · бяла пешка на черно поле b2 · бяла пешка на бяло поле c2 · бяла дама на черно поле d2 · бял кон на бяло поле e2 · бяла пешка на бяло поле g2 · бял цар на черно поле h2 | черен топ на черно поле d8 · черен цар на бяло поле g8 · черна пешка на черно поле c7 · черна дама на черно поле e7 · черен офицер на бяло поле f7 · черна пешка на черно поле g7 · черна пешка на черно поле b6 · черен кон на бяло поле e6 · черна пешка на черно поле f6 · черна пешка на черно поле h6 · черна пешка на черно поле a5 · черна пешка на черно поле c5 · бяла пешка на бяло поле e4 · бяла пешка на черно поле a3 · бял топ на бяло поле d3 · бяла пешка на бяло поле f3 · бял офицер на черно поле g3 · бяла пешка на бяло поле h3 · бяла пешка на черно поле b2 · бяла пешка на бяло поле c2 · бяла дама на черно поле d2 · бял кон на бяло поле e2 · бяла пешка на бяло поле g2 · бял цар на черно поле h2 | черен топ на черно поле d8 · черен цар на бяло поле g8 · черна пешка на черно поле c7 · черна дама на черно поле e7 · черен офицер на бяло поле f7 · черна пешка на черно поле g7 · черна пешка на черно поле b6 · черен кон на бяло поле e6 · черна пешка на черно поле f6 · черна пешка на черно поле h6 · черна пешка на черно поле a5 · черна пешка на черно поле c5 · бяла пешка на бяло поле e4 · бяла пешка на черно поле a3 · бял топ на бяло поле d3 · бяла пешка на бяло поле f3 · бял офицер на черно поле g3 · бяла пешка на бяло поле h3 · бяла пешка на черно поле b2 · бяла пешка на бяло поле c2 · бяла дама на черно поле d2 · бял кон на бяло поле e2 · бяла пешка на бяло поле g2 · бял цар на черно поле h2 | 2 |
| 1 | черен топ на черно поле d8 · черен цар на бяло поле g8 · черна пешка на черно поле c7 · черна дама на черно поле e7 · черен офицер на бяло поле f7 · черна пешка на черно поле g7 · черна пешка на черно поле b6 · черен кон на бяло поле e6 · черна пешка на черно поле f6 · черна пешка на черно поле h6 · черна пешка на черно поле a5 · черна пешка на черно поле c5 · бяла пешка на бяло поле e4 · бяла пешка на черно поле a3 · бял топ на бяло поле d3 · бяла пешка на бяло поле f3 · бял офицер на черно поле g3 · бяла пешка на бяло поле h3 · бяла пешка на черно поле b2 · бяла пешка на бяло поле c2 · бяла дама на черно поле d2 · бял кон на бяло поле e2 · бяла пешка на бяло поле g2 · бял цар на черно поле h2 | черен топ на черно поле d8 · черен цар на бяло поле g8 · черна пешка на черно поле c7 · черна дама на черно поле e7 · черен офицер на бяло поле f7 · черна пешка на черно поле g7 · черна пешка на черно поле b6 · черен кон на бяло поле e6 · черна пешка на черно поле f6 · черна пешка на черно поле h6 · черна пешка на черно поле a5 · черна пешка на черно поле c5 · бяла пешка на бяло поле e4 · бяла пешка на черно поле a3 · бял топ на бяло поле d3 · бяла пешка на бяло поле f3 · бял офицер на черно поле g3 · бяла пешка на бяло поле h3 · бяла пешка на черно поле b2 · бяла пешка на бяло поле c2 · бяла дама на черно поле d2 · бял кон на бяло поле e2 · бяла пешка на бяло поле g2 · бял цар на черно поле h2 | черен топ на черно поле d8 · черен цар на бяло поле g8 · черна пешка на черно поле c7 · черна дама на черно поле e7 · черен офицер на бяло поле f7 · черна пешка на черно поле g7 · черна пешка на черно поле b6 · черен кон на бяло поле e6 · черна пешка на черно поле f6 · черна пешка на черно поле h6 · черна пешка на черно поле a5 · черна пешка на черно поле c5 · бяла пешка на бяло поле e4 · бяла пешка на черно поле a3 · бял топ на бяло поле d3 · бяла пешка на бяло поле f3 · бял офицер на черно поле g3 · бяла пешка на бяло поле h3 · бяла пешка на черно поле b2 · бяла пешка на бяло поле c2 · бяла дама на черно поле d2 · бял кон на бяло поле e2 · бяла пешка на бяло поле g2 · бял цар на черно поле h2 | черен топ на черно поле d8 · черен цар на бяло поле g8 · черна пешка на черно поле c7 · черна дама на черно поле e7 · черен офицер на бяло поле f7 · черна пешка на черно поле g7 · черна пешка на черно поле b6 · черен кон на бяло поле e6 · черна пешка на черно поле f6 · черна пешка на черно поле h6 · черна пешка на черно поле a5 · черна пешка на черно поле c5 · бяла пешка на бяло поле e4 · бяла пешка на черно поле a3 · бял топ на бяло поле d3 · бяла пешка на бяло поле f3 · бял офицер на черно поле g3 · бяла пешка на бяло поле h3 · бяла пешка на черно поле b2 · бяла пешка на бяло поле c2 · бяла дама на черно поле d2 · бял кон на бяло поле e2 · бяла пешка на бяло поле g2 · бял цар на черно поле h2 | черен топ на черно поле d8 · черен цар на бяло поле g8 · черна пешка на черно поле c7 · черна дама на черно поле e7 · черен офицер на бяло поле f7 · черна пешка на черно поле g7 · черна пешка на черно поле b6 · черен кон на бяло поле e6 · черна пешка на черно поле f6 · черна пешка на черно поле h6 · черна пешка на черно поле a5 · черна пешка на черно поле c5 · бяла пешка на бяло поле e4 · бяла пешка на черно поле a3 · бял топ на бяло поле d3 · бяла пешка на бяло поле f3 · бял офицер на черно поле g3 · бяла пешка на бяло поле h3 · бяла пешка на черно поле b2 · бяла пешка на бяло поле c2 · бяла дама на черно поле d2 · бял кон на бяло поле e2 · бяла пешка на бяло поле g2 · бял цар на черно поле h2 | черен топ на черно поле d8 · черен цар на бяло поле g8 · черна пешка на черно поле c7 · черна дама на черно поле e7 · черен офицер на бяло поле f7 · черна пешка на черно поле g7 · черна пешка на черно поле b6 · черен кон на бяло поле e6 · черна пешка на черно поле f6 · черна пешка на черно поле h6 · черна пешка на черно поле a5 · черна пешка на черно поле c5 · бяла пешка на бяло поле e4 · бяла пешка на черно поле a3 · бял топ на бяло поле d3 · бяла пешка на бяло поле f3 · бял офицер на черно поле g3 · бяла пешка на бяло поле h3 · бяла пешка на черно поле b2 · бяла пешка на бяло поле c2 · бяла дама на черно поле d2 · бял кон на бяло поле e2 · бяла пешка на бяло поле g2 · бял цар на черно поле h2 | черен топ на черно поле d8 · черен цар на бяло поле g8 · черна пешка на черно поле c7 · черна дама на черно поле e7 · черен офицер на бяло поле f7 · черна пешка на черно поле g7 · черна пешка на черно поле b6 · черен кон на бяло поле e6 · черна пешка на черно поле f6 · черна пешка на черно поле h6 · черна пешка на черно поле a5 · черна пешка на черно поле c5 · бяла пешка на бяло поле e4 · бяла пешка на черно поле a3 · бял топ на бяло поле d3 · бяла пешка на бяло поле f3 · бял офицер на черно поле g3 · бяла пешка на бяло поле h3 · бяла пешка на черно поле b2 · бяла пешка на бяло поле c2 · бяла дама на черно поле d2 · бял кон на бяло поле e2 · бяла пешка на бяло поле g2 · бял цар на черно поле h2 | черен топ на черно поле d8 · черен цар на бяло поле g8 · черна пешка на черно поле c7 · черна дама на черно поле e7 · черен офицер на бяло поле f7 · черна пешка на черно поле g7 · черна пешка на черно поле b6 · черен кон на бяло поле e6 · черна пешка на черно поле f6 · черна пешка на черно поле h6 · черна пешка на черно поле a5 · черна пешка на черно поле c5 · бяла пешка на бяло поле e4 · бяла пешка на черно поле a3 · бял топ на бяло поле d3 · бяла пешка на бяло поле f3 · бял офицер на черно поле g3 · бяла пешка на бяло поле h3 · бяла пешка на черно поле b2 · бяла пешка на бяло поле c2 · бяла дама на черно поле d2 · бял кон на бяло поле e2 · бяла пешка на бяло поле g2 · бял цар на черно поле h2 | 1 |
|   | a | b | c | d | e | f | g | h |   |

Първата партия от мача се играе на 9 април и завършва реми за 49 хода. Непомняшчий започна с 1.e4, като и двамата играчи бързо играят Испанска партия. Непомняшчий изненадва коментаторите с рядкото продължение 6.О:c6 d:c6 7.Тe1 и, по думите на Ервин л'Ами, получава „безрискова позиция и дългосрочно структурно предимство“.  Непомняшчий пропуска рано тактическа възможност с 14.Кf5 (14.h3! щеше да създаде 14...Д:d4? 15.Кd5!!), но иначе играта остава почти равностойна до хода 25 ... c6?, на който Непомняшчий бързо играе 26.Т:d8+ К:d8 27.Дf4!, образувайки батарея към отслабения дамски фланг на Дин и печелейки инициативата. Няколко неточности на Непомняшчий (30.Кg3 и 31.f4) позволяват на Дин при малко налично време да форсира размяна на дами и да консолидира позицията си, достигайки равен ендшпил с 38-ия ход. Равенството е договорено на 49-ия ход след малко под пет часа игра. 
Испанска партия,
 Забавен разменен вариант 6.О:c6 (EШД C85) 
1.e4 e5 2.Кf3 Кc6 3.Оb5 a6 4.Оa4 Кf6 5.0-0 Оe7 6.О:c6 d:c6 7.Тe1 Кd7 8.d4 e:d4 9.Д:d4 0-0 10.Оf4 Кc5 11.Дe3 Оg4 12.Кd4 Дd7 13.Кc3 Тad8 14.Кf5 Кe6 15.К:e7+ Д:e7 16.Оg3 Оh5 17.f3 f6 18.h3 h6 19.Цh2 Оf7 20.Тad1 b6 21.a3 a5 22.Кe2 Т:d1 23.Т:d1 Тd8 24.Тd3 c5 25.Дd2 (диаграма 1) 25...c6 26.Т:d8+ К:d8 27.Дf4 b5 28.Дb8 Цh7 29.Оd6 Дd7 30.Кg3 Кe6 31.f4 h5 32.c3 c4 33.h4 Дd8 34.Дb7 Оe8 35.Кf5 Дd7 36.Дb8 Дd8 37.Д:d8 К:d8 38.Кd4 Кb7 39.e5 Цg8 40.Цg3 Оd7 41.Оc7 Кc5 42.О:a5 Цf7 43.Оb4 Кd3 44.e6+ О:e6 45.К:c6 Оd7 46.Кd4 К:b2 47.Цf3 Кd3 48.g3 Кc1 49.Цe3 ½–½
Дин на пресконференцията след мача дава представа за себе си по време и след мача: „Не съм щастлив; малко съм депресиран. По време на мача усетих поток от непоследователност. В част от играта, не можех да се концентрирам и да мисля за шаха. Умът ми беше пълен със спомени и чувства. Може би не можех да пресметна поради напрежението на мача.“ 

### Втора партия: Дин – Непомняшчий 0:1
На 10 април 2023 г. Непомняшчий постига първата победа в мача с черните фигури.

1.d4 Кf6 2.c4 e6 3.Кf3 d5 4.h3 d:c4 5.e3 c5 6.О:c4 a6 7 0-0 Кc6 8.Кc3 b5 9.Оd3 Оb7 10.a4 b4 11.Кe4 Кa5 12.К:f6+ g:f6 13.e4 c4 14.Оc2 Дc7 15.Оd2 Тg8 16.Тc1 0-0-0 17.Оd3 Цb8 18.Тe1 f5 19.Оc2 Кc6 20.Оg5 Т:g5 21.К:g5 К:d4 22.Дh5 f6 23.Кf3 К:c2 24.Т:c2 О:e4 25.Тd2 Оd6 26.Цh1 c3 27.b:c3 b:c3 28.Тd4 c2 29.Дh6 e5 0-1.

### Четвърта партия: Дин – Непомняшчий 1:0
Английско начало, система от четири коня (EШД A28)
1. c4 Кf6 2. Кc3 e5 3. Кf3 Кc6 4. e3 Оb4 5. Дc2 О:c3 6. b:c3 d6 7. e4 0-0 8. Оe2 Кh5 9. d4 Кf4 10. О:f4 e:f4 11. 0-0 Дf6 12. Тfe1 Тe8 13. Оd3 Оg4 14. Кd2 Кa5? – неточен ход, тъй като конят трудно ще се върне в игра, докато белите създават силно централно присъствие. Дин взема динамичното решение да пожертва пешка, за да създаде усъвършенстван пешечен център. 15. c5! d:c5 16. e5 Дh6 17. d5 Тad8 18. c4 b6
|   | a | b | c | d | e | f | g | h |   |
| 8 | черен топ на бяло поле e8 · черен цар на бяло поле g8 · черна пешка на черно поле a7 · черна пешка на черно поле c7 · черен топ на черно поле e7 · черна пешка на черно поле g7 · черна пешка на бяло поле h7 · черна пешка на черно поле b6 · бяла пешка на бяло поле e6 · черна пешка на черно поле f6 · черна дама на черно поле h6 · черна пешка на черно поле c5 · бяла пешка на бяло поле d5 · бяла пешка на бяло поле c4 · черен кон на черно поле d4 · бял топ на бяло поле e4 · черна пешка на черно поле f4 · бяла дама на бяло поле f3 · бяла пешка на бяло поле h3 · бяла пешка на бяло поле a2 · бял кон на черно поле d2 · бяла пешка на черно поле f2 · бяла пешка на бяло поле g2 · бял топ на черно поле e1 · бял цар на черно поле g1 | черен топ на бяло поле e8 · черен цар на бяло поле g8 · черна пешка на черно поле a7 · черна пешка на черно поле c7 · черен топ на черно поле e7 · черна пешка на черно поле g7 · черна пешка на бяло поле h7 · черна пешка на черно поле b6 · бяла пешка на бяло поле e6 · черна пешка на черно поле f6 · черна дама на черно поле h6 · черна пешка на черно поле c5 · бяла пешка на бяло поле d5 · бяла пешка на бяло поле c4 · черен кон на черно поле d4 · бял топ на бяло поле e4 · черна пешка на черно поле f4 · бяла дама на бяло поле f3 · бяла пешка на бяло поле h3 · бяла пешка на бяло поле a2 · бял кон на черно поле d2 · бяла пешка на черно поле f2 · бяла пешка на бяло поле g2 · бял топ на черно поле e1 · бял цар на черно поле g1 | черен топ на бяло поле e8 · черен цар на бяло поле g8 · черна пешка на черно поле a7 · черна пешка на черно поле c7 · черен топ на черно поле e7 · черна пешка на черно поле g7 · черна пешка на бяло поле h7 · черна пешка на черно поле b6 · бяла пешка на бяло поле e6 · черна пешка на черно поле f6 · черна дама на черно поле h6 · черна пешка на черно поле c5 · бяла пешка на бяло поле d5 · бяла пешка на бяло поле c4 · черен кон на черно поле d4 · бял топ на бяло поле e4 · черна пешка на черно поле f4 · бяла дама на бяло поле f3 · бяла пешка на бяло поле h3 · бяла пешка на бяло поле a2 · бял кон на черно поле d2 · бяла пешка на черно поле f2 · бяла пешка на бяло поле g2 · бял топ на черно поле e1 · бял цар на черно поле g1 | черен топ на бяло поле e8 · черен цар на бяло поле g8 · черна пешка на черно поле a7 · черна пешка на черно поле c7 · черен топ на черно поле e7 · черна пешка на черно поле g7 · черна пешка на бяло поле h7 · черна пешка на черно поле b6 · бяла пешка на бяло поле e6 · черна пешка на черно поле f6 · черна дама на черно поле h6 · черна пешка на черно поле c5 · бяла пешка на бяло поле d5 · бяла пешка на бяло поле c4 · черен кон на черно поле d4 · бял топ на бяло поле e4 · черна пешка на черно поле f4 · бяла дама на бяло поле f3 · бяла пешка на бяло поле h3 · бяла пешка на бяло поле a2 · бял кон на черно поле d2 · бяла пешка на черно поле f2 · бяла пешка на бяло поле g2 · бял топ на черно поле e1 · бял цар на черно поле g1 | черен топ на бяло поле e8 · черен цар на бяло поле g8 · черна пешка на черно поле a7 · черна пешка на черно поле c7 · черен топ на черно поле e7 · черна пешка на черно поле g7 · черна пешка на бяло поле h7 · черна пешка на черно поле b6 · бяла пешка на бяло поле e6 · черна пешка на черно поле f6 · черна дама на черно поле h6 · черна пешка на черно поле c5 · бяла пешка на бяло поле d5 · бяла пешка на бяло поле c4 · черен кон на черно поле d4 · бял топ на бяло поле e4 · черна пешка на черно поле f4 · бяла дама на бяло поле f3 · бяла пешка на бяло поле h3 · бяла пешка на бяло поле a2 · бял кон на черно поле d2 · бяла пешка на черно поле f2 · бяла пешка на бяло поле g2 · бял топ на черно поле e1 · бял цар на черно поле g1 | черен топ на бяло поле e8 · черен цар на бяло поле g8 · черна пешка на черно поле a7 · черна пешка на черно поле c7 · черен топ на черно поле e7 · черна пешка на черно поле g7 · черна пешка на бяло поле h7 · черна пешка на черно поле b6 · бяла пешка на бяло поле e6 · черна пешка на черно поле f6 · черна дама на черно поле h6 · черна пешка на черно поле c5 · бяла пешка на бяло поле d5 · бяла пешка на бяло поле c4 · черен кон на черно поле d4 · бял топ на бяло поле e4 · черна пешка на черно поле f4 · бяла дама на бяло поле f3 · бяла пешка на бяло поле h3 · бяла пешка на бяло поле a2 · бял кон на черно поле d2 · бяла пешка на черно поле f2 · бяла пешка на бяло поле g2 · бял топ на черно поле e1 · бял цар на черно поле g1 | черен топ на бяло поле e8 · черен цар на бяло поле g8 · черна пешка на черно поле a7 · черна пешка на черно поле c7 · черен топ на черно поле e7 · черна пешка на черно поле g7 · черна пешка на бяло поле h7 · черна пешка на черно поле b6 · бяла пешка на бяло поле e6 · черна пешка на черно поле f6 · черна дама на черно поле h6 · черна пешка на черно поле c5 · бяла пешка на бяло поле d5 · бяла пешка на бяло поле c4 · черен кон на черно поле d4 · бял топ на бяло поле e4 · черна пешка на черно поле f4 · бяла дама на бяло поле f3 · бяла пешка на бяло поле h3 · бяла пешка на бяло поле a2 · бял кон на черно поле d2 · бяла пешка на черно поле f2 · бяла пешка на бяло поле g2 · бял топ на черно поле e1 · бял цар на черно поле g1 | черен топ на бяло поле e8 · черен цар на бяло поле g8 · черна пешка на черно поле a7 · черна пешка на черно поле c7 · черен топ на черно поле e7 · черна пешка на черно поле g7 · черна пешка на бяло поле h7 · черна пешка на черно поле b6 · бяла пешка на бяло поле e6 · черна пешка на черно поле f6 · черна дама на черно поле h6 · черна пешка на черно поле c5 · бяла пешка на бяло поле d5 · бяла пешка на бяло поле c4 · черен кон на черно поле d4 · бял топ на бяло поле e4 · черна пешка на черно поле f4 · бяла дама на бяло поле f3 · бяла пешка на бяло поле h3 · бяла пешка на бяло поле a2 · бял кон на черно поле d2 · бяла пешка на черно поле f2 · бяла пешка на бяло поле g2 · бял топ на черно поле e1 · бял цар на черно поле g1 | 8 |
| 7 | черен топ на бяло поле e8 · черен цар на бяло поле g8 · черна пешка на черно поле a7 · черна пешка на черно поле c7 · черен топ на черно поле e7 · черна пешка на черно поле g7 · черна пешка на бяло поле h7 · черна пешка на черно поле b6 · бяла пешка на бяло поле e6 · черна пешка на черно поле f6 · черна дама на черно поле h6 · черна пешка на черно поле c5 · бяла пешка на бяло поле d5 · бяла пешка на бяло поле c4 · черен кон на черно поле d4 · бял топ на бяло поле e4 · черна пешка на черно поле f4 · бяла дама на бяло поле f3 · бяла пешка на бяло поле h3 · бяла пешка на бяло поле a2 · бял кон на черно поле d2 · бяла пешка на черно поле f2 · бяла пешка на бяло поле g2 · бял топ на черно поле e1 · бял цар на черно поле g1 | черен топ на бяло поле e8 · черен цар на бяло поле g8 · черна пешка на черно поле a7 · черна пешка на черно поле c7 · черен топ на черно поле e7 · черна пешка на черно поле g7 · черна пешка на бяло поле h7 · черна пешка на черно поле b6 · бяла пешка на бяло поле e6 · черна пешка на черно поле f6 · черна дама на черно поле h6 · черна пешка на черно поле c5 · бяла пешка на бяло поле d5 · бяла пешка на бяло поле c4 · черен кон на черно поле d4 · бял топ на бяло поле e4 · черна пешка на черно поле f4 · бяла дама на бяло поле f3 · бяла пешка на бяло поле h3 · бяла пешка на бяло поле a2 · бял кон на черно поле d2 · бяла пешка на черно поле f2 · бяла пешка на бяло поле g2 · бял топ на черно поле e1 · бял цар на черно поле g1 | черен топ на бяло поле e8 · черен цар на бяло поле g8 · черна пешка на черно поле a7 · черна пешка на черно поле c7 · черен топ на черно поле e7 · черна пешка на черно поле g7 · черна пешка на бяло поле h7 · черна пешка на черно поле b6 · бяла пешка на бяло поле e6 · черна пешка на черно поле f6 · черна дама на черно поле h6 · черна пешка на черно поле c5 · бяла пешка на бяло поле d5 · бяла пешка на бяло поле c4 · черен кон на черно поле d4 · бял топ на бяло поле e4 · черна пешка на черно поле f4 · бяла дама на бяло поле f3 · бяла пешка на бяло поле h3 · бяла пешка на бяло поле a2 · бял кон на черно поле d2 · бяла пешка на черно поле f2 · бяла пешка на бяло поле g2 · бял топ на черно поле e1 · бял цар на черно поле g1 | черен топ на бяло поле e8 · черен цар на бяло поле g8 · черна пешка на черно поле a7 · черна пешка на черно поле c7 · черен топ на черно поле e7 · черна пешка на черно поле g7 · черна пешка на бяло поле h7 · черна пешка на черно поле b6 · бяла пешка на бяло поле e6 · черна пешка на черно поле f6 · черна дама на черно поле h6 · черна пешка на черно поле c5 · бяла пешка на бяло поле d5 · бяла пешка на бяло поле c4 · черен кон на черно поле d4 · бял топ на бяло поле e4 · черна пешка на черно поле f4 · бяла дама на бяло поле f3 · бяла пешка на бяло поле h3 · бяла пешка на бяло поле a2 · бял кон на черно поле d2 · бяла пешка на черно поле f2 · бяла пешка на бяло поле g2 · бял топ на черно поле e1 · бял цар на черно поле g1 | черен топ на бяло поле e8 · черен цар на бяло поле g8 · черна пешка на черно поле a7 · черна пешка на черно поле c7 · черен топ на черно поле e7 · черна пешка на черно поле g7 · черна пешка на бяло поле h7 · черна пешка на черно поле b6 · бяла пешка на бяло поле e6 · черна пешка на черно поле f6 · черна дама на черно поле h6 · черна пешка на черно поле c5 · бяла пешка на бяло поле d5 · бяла пешка на бяло поле c4 · черен кон на черно поле d4 · бял топ на бяло поле e4 · черна пешка на черно поле f4 · бяла дама на бяло поле f3 · бяла пешка на бяло поле h3 · бяла пешка на бяло поле a2 · бял кон на черно поле d2 · бяла пешка на черно поле f2 · бяла пешка на бяло поле g2 · бял топ на черно поле e1 · бял цар на черно поле g1 | черен топ на бяло поле e8 · черен цар на бяло поле g8 · черна пешка на черно поле a7 · черна пешка на черно поле c7 · черен топ на черно поле e7 · черна пешка на черно поле g7 · черна пешка на бяло поле h7 · черна пешка на черно поле b6 · бяла пешка на бяло поле e6 · черна пешка на черно поле f6 · черна дама на черно поле h6 · черна пешка на черно поле c5 · бяла пешка на бяло поле d5 · бяла пешка на бяло поле c4 · черен кон на черно поле d4 · бял топ на бяло поле e4 · черна пешка на черно поле f4 · бяла дама на бяло поле f3 · бяла пешка на бяло поле h3 · бяла пешка на бяло поле a2 · бял кон на черно поле d2 · бяла пешка на черно поле f2 · бяла пешка на бяло поле g2 · бял топ на черно поле e1 · бял цар на черно поле g1 | черен топ на бяло поле e8 · черен цар на бяло поле g8 · черна пешка на черно поле a7 · черна пешка на черно поле c7 · черен топ на черно поле e7 · черна пешка на черно поле g7 · черна пешка на бяло поле h7 · черна пешка на черно поле b6 · бяла пешка на бяло поле e6 · черна пешка на черно поле f6 · черна дама на черно поле h6 · черна пешка на черно поле c5 · бяла пешка на бяло поле d5 · бяла пешка на бяло поле c4 · черен кон на черно поле d4 · бял топ на бяло поле e4 · черна пешка на черно поле f4 · бяла дама на бяло поле f3 · бяла пешка на бяло поле h3 · бяла пешка на бяло поле a2 · бял кон на черно поле d2 · бяла пешка на черно поле f2 · бяла пешка на бяло поле g2 · бял топ на черно поле e1 · бял цар на черно поле g1 | черен топ на бяло поле e8 · черен цар на бяло поле g8 · черна пешка на черно поле a7 · черна пешка на черно поле c7 · черен топ на черно поле e7 · черна пешка на черно поле g7 · черна пешка на бяло поле h7 · черна пешка на черно поле b6 · бяла пешка на бяло поле e6 · черна пешка на черно поле f6 · черна дама на черно поле h6 · черна пешка на черно поле c5 · бяла пешка на бяло поле d5 · бяла пешка на бяло поле c4 · черен кон на черно поле d4 · бял топ на бяло поле e4 · черна пешка на черно поле f4 · бяла дама на бяло поле f3 · бяла пешка на бяло поле h3 · бяла пешка на бяло поле a2 · бял кон на черно поле d2 · бяла пешка на черно поле f2 · бяла пешка на бяло поле g2 · бял топ на черно поле e1 · бял цар на черно поле g1 | 7 |
| 6 | черен топ на бяло поле e8 · черен цар на бяло поле g8 · черна пешка на черно поле a7 · черна пешка на черно поле c7 · черен топ на черно поле e7 · черна пешка на черно поле g7 · черна пешка на бяло поле h7 · черна пешка на черно поле b6 · бяла пешка на бяло поле e6 · черна пешка на черно поле f6 · черна дама на черно поле h6 · черна пешка на черно поле c5 · бяла пешка на бяло поле d5 · бяла пешка на бяло поле c4 · черен кон на черно поле d4 · бял топ на бяло поле e4 · черна пешка на черно поле f4 · бяла дама на бяло поле f3 · бяла пешка на бяло поле h3 · бяла пешка на бяло поле a2 · бял кон на черно поле d2 · бяла пешка на черно поле f2 · бяла пешка на бяло поле g2 · бял топ на черно поле e1 · бял цар на черно поле g1 | черен топ на бяло поле e8 · черен цар на бяло поле g8 · черна пешка на черно поле a7 · черна пешка на черно поле c7 · черен топ на черно поле e7 · черна пешка на черно поле g7 · черна пешка на бяло поле h7 · черна пешка на черно поле b6 · бяла пешка на бяло поле e6 · черна пешка на черно поле f6 · черна дама на черно поле h6 · черна пешка на черно поле c5 · бяла пешка на бяло поле d5 · бяла пешка на бяло поле c4 · черен кон на черно поле d4 · бял топ на бяло поле e4 · черна пешка на черно поле f4 · бяла дама на бяло поле f3 · бяла пешка на бяло поле h3 · бяла пешка на бяло поле a2 · бял кон на черно поле d2 · бяла пешка на черно поле f2 · бяла пешка на бяло поле g2 · бял топ на черно поле e1 · бял цар на черно поле g1 | черен топ на бяло поле e8 · черен цар на бяло поле g8 · черна пешка на черно поле a7 · черна пешка на черно поле c7 · черен топ на черно поле e7 · черна пешка на черно поле g7 · черна пешка на бяло поле h7 · черна пешка на черно поле b6 · бяла пешка на бяло поле e6 · черна пешка на черно поле f6 · черна дама на черно поле h6 · черна пешка на черно поле c5 · бяла пешка на бяло поле d5 · бяла пешка на бяло поле c4 · черен кон на черно поле d4 · бял топ на бяло поле e4 · черна пешка на черно поле f4 · бяла дама на бяло поле f3 · бяла пешка на бяло поле h3 · бяла пешка на бяло поле a2 · бял кон на черно поле d2 · бяла пешка на черно поле f2 · бяла пешка на бяло поле g2 · бял топ на черно поле e1 · бял цар на черно поле g1 | черен топ на бяло поле e8 · черен цар на бяло поле g8 · черна пешка на черно поле a7 · черна пешка на черно поле c7 · черен топ на черно поле e7 · черна пешка на черно поле g7 · черна пешка на бяло поле h7 · черна пешка на черно поле b6 · бяла пешка на бяло поле e6 · черна пешка на черно поле f6 · черна дама на черно поле h6 · черна пешка на черно поле c5 · бяла пешка на бяло поле d5 · бяла пешка на бяло поле c4 · черен кон на черно поле d4 · бял топ на бяло поле e4 · черна пешка на черно поле f4 · бяла дама на бяло поле f3 · бяла пешка на бяло поле h3 · бяла пешка на бяло поле a2 · бял кон на черно поле d2 · бяла пешка на черно поле f2 · бяла пешка на бяло поле g2 · бял топ на черно поле e1 · бял цар на черно поле g1 | черен топ на бяло поле e8 · черен цар на бяло поле g8 · черна пешка на черно поле a7 · черна пешка на черно поле c7 · черен топ на черно поле e7 · черна пешка на черно поле g7 · черна пешка на бяло поле h7 · черна пешка на черно поле b6 · бяла пешка на бяло поле e6 · черна пешка на черно поле f6 · черна дама на черно поле h6 · черна пешка на черно поле c5 · бяла пешка на бяло поле d5 · бяла пешка на бяло поле c4 · черен кон на черно поле d4 · бял топ на бяло поле e4 · черна пешка на черно поле f4 · бяла дама на бяло поле f3 · бяла пешка на бяло поле h3 · бяла пешка на бяло поле a2 · бял кон на черно поле d2 · бяла пешка на черно поле f2 · бяла пешка на бяло поле g2 · бял топ на черно поле e1 · бял цар на черно поле g1 | черен топ на бяло поле e8 · черен цар на бяло поле g8 · черна пешка на черно поле a7 · черна пешка на черно поле c7 · черен топ на черно поле e7 · черна пешка на черно поле g7 · черна пешка на бяло поле h7 · черна пешка на черно поле b6 · бяла пешка на бяло поле e6 · черна пешка на черно поле f6 · черна дама на черно поле h6 · черна пешка на черно поле c5 · бяла пешка на бяло поле d5 · бяла пешка на бяло поле c4 · черен кон на черно поле d4 · бял топ на бяло поле e4 · черна пешка на черно поле f4 · бяла дама на бяло поле f3 · бяла пешка на бяло поле h3 · бяла пешка на бяло поле a2 · бял кон на черно поле d2 · бяла пешка на черно поле f2 · бяла пешка на бяло поле g2 · бял топ на черно поле e1 · бял цар на черно поле g1 | черен топ на бяло поле e8 · черен цар на бяло поле g8 · черна пешка на черно поле a7 · черна пешка на черно поле c7 · черен топ на черно поле e7 · черна пешка на черно поле g7 · черна пешка на бяло поле h7 · черна пешка на черно поле b6 · бяла пешка на бяло поле e6 · черна пешка на черно поле f6 · черна дама на черно поле h6 · черна пешка на черно поле c5 · бяла пешка на бяло поле d5 · бяла пешка на бяло поле c4 · черен кон на черно поле d4 · бял топ на бяло поле e4 · черна пешка на черно поле f4 · бяла дама на бяло поле f3 · бяла пешка на бяло поле h3 · бяла пешка на бяло поле a2 · бял кон на черно поле d2 · бяла пешка на черно поле f2 · бяла пешка на бяло поле g2 · бял топ на черно поле e1 · бял цар на черно поле g1 | черен топ на бяло поле e8 · черен цар на бяло поле g8 · черна пешка на черно поле a7 · черна пешка на черно поле c7 · черен топ на черно поле e7 · черна пешка на черно поле g7 · черна пешка на бяло поле h7 · черна пешка на черно поле b6 · бяла пешка на бяло поле e6 · черна пешка на черно поле f6 · черна дама на черно поле h6 · черна пешка на черно поле c5 · бяла пешка на бяло поле d5 · бяла пешка на бяло поле c4 · черен кон на черно поле d4 · бял топ на бяло поле e4 · черна пешка на черно поле f4 · бяла дама на бяло поле f3 · бяла пешка на бяло поле h3 · бяла пешка на бяло поле a2 · бял кон на черно поле d2 · бяла пешка на черно поле f2 · бяла пешка на бяло поле g2 · бял топ на черно поле e1 · бял цар на черно поле g1 | 6 |
| 5 | черен топ на бяло поле e8 · черен цар на бяло поле g8 · черна пешка на черно поле a7 · черна пешка на черно поле c7 · черен топ на черно поле e7 · черна пешка на черно поле g7 · черна пешка на бяло поле h7 · черна пешка на черно поле b6 · бяла пешка на бяло поле e6 · черна пешка на черно поле f6 · черна дама на черно поле h6 · черна пешка на черно поле c5 · бяла пешка на бяло поле d5 · бяла пешка на бяло поле c4 · черен кон на черно поле d4 · бял топ на бяло поле e4 · черна пешка на черно поле f4 · бяла дама на бяло поле f3 · бяла пешка на бяло поле h3 · бяла пешка на бяло поле a2 · бял кон на черно поле d2 · бяла пешка на черно поле f2 · бяла пешка на бяло поле g2 · бял топ на черно поле e1 · бял цар на черно поле g1 | черен топ на бяло поле e8 · черен цар на бяло поле g8 · черна пешка на черно поле a7 · черна пешка на черно поле c7 · черен топ на черно поле e7 · черна пешка на черно поле g7 · черна пешка на бяло поле h7 · черна пешка на черно поле b6 · бяла пешка на бяло поле e6 · черна пешка на черно поле f6 · черна дама на черно поле h6 · черна пешка на черно поле c5 · бяла пешка на бяло поле d5 · бяла пешка на бяло поле c4 · черен кон на черно поле d4 · бял топ на бяло поле e4 · черна пешка на черно поле f4 · бяла дама на бяло поле f3 · бяла пешка на бяло поле h3 · бяла пешка на бяло поле a2 · бял кон на черно поле d2 · бяла пешка на черно поле f2 · бяла пешка на бяло поле g2 · бял топ на черно поле e1 · бял цар на черно поле g1 | черен топ на бяло поле e8 · черен цар на бяло поле g8 · черна пешка на черно поле a7 · черна пешка на черно поле c7 · черен топ на черно поле e7 · черна пешка на черно поле g7 · черна пешка на бяло поле h7 · черна пешка на черно поле b6 · бяла пешка на бяло поле e6 · черна пешка на черно поле f6 · черна дама на черно поле h6 · черна пешка на черно поле c5 · бяла пешка на бяло поле d5 · бяла пешка на бяло поле c4 · черен кон на черно поле d4 · бял топ на бяло поле e4 · черна пешка на черно поле f4 · бяла дама на бяло поле f3 · бяла пешка на бяло поле h3 · бяла пешка на бяло поле a2 · бял кон на черно поле d2 · бяла пешка на черно поле f2 · бяла пешка на бяло поле g2 · бял топ на черно поле e1 · бял цар на черно поле g1 | черен топ на бяло поле e8 · черен цар на бяло поле g8 · черна пешка на черно поле a7 · черна пешка на черно поле c7 · черен топ на черно поле e7 · черна пешка на черно поле g7 · черна пешка на бяло поле h7 · черна пешка на черно поле b6 · бяла пешка на бяло поле e6 · черна пешка на черно поле f6 · черна дама на черно поле h6 · черна пешка на черно поле c5 · бяла пешка на бяло поле d5 · бяла пешка на бяло поле c4 · черен кон на черно поле d4 · бял топ на бяло поле e4 · черна пешка на черно поле f4 · бяла дама на бяло поле f3 · бяла пешка на бяло поле h3 · бяла пешка на бяло поле a2 · бял кон на черно поле d2 · бяла пешка на черно поле f2 · бяла пешка на бяло поле g2 · бял топ на черно поле e1 · бял цар на черно поле g1 | черен топ на бяло поле e8 · черен цар на бяло поле g8 · черна пешка на черно поле a7 · черна пешка на черно поле c7 · черен топ на черно поле e7 · черна пешка на черно поле g7 · черна пешка на бяло поле h7 · черна пешка на черно поле b6 · бяла пешка на бяло поле e6 · черна пешка на черно поле f6 · черна дама на черно поле h6 · черна пешка на черно поле c5 · бяла пешка на бяло поле d5 · бяла пешка на бяло поле c4 · черен кон на черно поле d4 · бял топ на бяло поле e4 · черна пешка на черно поле f4 · бяла дама на бяло поле f3 · бяла пешка на бяло поле h3 · бяла пешка на бяло поле a2 · бял кон на черно поле d2 · бяла пешка на черно поле f2 · бяла пешка на бяло поле g2 · бял топ на черно поле e1 · бял цар на черно поле g1 | черен топ на бяло поле e8 · черен цар на бяло поле g8 · черна пешка на черно поле a7 · черна пешка на черно поле c7 · черен топ на черно поле e7 · черна пешка на черно поле g7 · черна пешка на бяло поле h7 · черна пешка на черно поле b6 · бяла пешка на бяло поле e6 · черна пешка на черно поле f6 · черна дама на черно поле h6 · черна пешка на черно поле c5 · бяла пешка на бяло поле d5 · бяла пешка на бяло поле c4 · черен кон на черно поле d4 · бял топ на бяло поле e4 · черна пешка на черно поле f4 · бяла дама на бяло поле f3 · бяла пешка на бяло поле h3 · бяла пешка на бяло поле a2 · бял кон на черно поле d2 · бяла пешка на черно поле f2 · бяла пешка на бяло поле g2 · бял топ на черно поле e1 · бял цар на черно поле g1 | черен топ на бяло поле e8 · черен цар на бяло поле g8 · черна пешка на черно поле a7 · черна пешка на черно поле c7 · черен топ на черно поле e7 · черна пешка на черно поле g7 · черна пешка на бяло поле h7 · черна пешка на черно поле b6 · бяла пешка на бяло поле e6 · черна пешка на черно поле f6 · черна дама на черно поле h6 · черна пешка на черно поле c5 · бяла пешка на бяло поле d5 · бяла пешка на бяло поле c4 · черен кон на черно поле d4 · бял топ на бяло поле e4 · черна пешка на черно поле f4 · бяла дама на бяло поле f3 · бяла пешка на бяло поле h3 · бяла пешка на бяло поле a2 · бял кон на черно поле d2 · бяла пешка на черно поле f2 · бяла пешка на бяло поле g2 · бял топ на черно поле e1 · бял цар на черно поле g1 | черен топ на бяло поле e8 · черен цар на бяло поле g8 · черна пешка на черно поле a7 · черна пешка на черно поле c7 · черен топ на черно поле e7 · черна пешка на черно поле g7 · черна пешка на бяло поле h7 · черна пешка на черно поле b6 · бяла пешка на бяло поле e6 · черна пешка на черно поле f6 · черна дама на черно поле h6 · черна пешка на черно поле c5 · бяла пешка на бяло поле d5 · бяла пешка на бяло поле c4 · черен кон на черно поле d4 · бял топ на бяло поле e4 · черна пешка на черно поле f4 · бяла дама на бяло поле f3 · бяла пешка на бяло поле h3 · бяла пешка на бяло поле a2 · бял кон на черно поле d2 · бяла пешка на черно поле f2 · бяла пешка на бяло поле g2 · бял топ на черно поле e1 · бял цар на черно поле g1 | 5 |
| 4 | черен топ на бяло поле e8 · черен цар на бяло поле g8 · черна пешка на черно поле a7 · черна пешка на черно поле c7 · черен топ на черно поле e7 · черна пешка на черно поле g7 · черна пешка на бяло поле h7 · черна пешка на черно поле b6 · бяла пешка на бяло поле e6 · черна пешка на черно поле f6 · черна дама на черно поле h6 · черна пешка на черно поле c5 · бяла пешка на бяло поле d5 · бяла пешка на бяло поле c4 · черен кон на черно поле d4 · бял топ на бяло поле e4 · черна пешка на черно поле f4 · бяла дама на бяло поле f3 · бяла пешка на бяло поле h3 · бяла пешка на бяло поле a2 · бял кон на черно поле d2 · бяла пешка на черно поле f2 · бяла пешка на бяло поле g2 · бял топ на черно поле e1 · бял цар на черно поле g1 | черен топ на бяло поле e8 · черен цар на бяло поле g8 · черна пешка на черно поле a7 · черна пешка на черно поле c7 · черен топ на черно поле e7 · черна пешка на черно поле g7 · черна пешка на бяло поле h7 · черна пешка на черно поле b6 · бяла пешка на бяло поле e6 · черна пешка на черно поле f6 · черна дама на черно поле h6 · черна пешка на черно поле c5 · бяла пешка на бяло поле d5 · бяла пешка на бяло поле c4 · черен кон на черно поле d4 · бял топ на бяло поле e4 · черна пешка на черно поле f4 · бяла дама на бяло поле f3 · бяла пешка на бяло поле h3 · бяла пешка на бяло поле a2 · бял кон на черно поле d2 · бяла пешка на черно поле f2 · бяла пешка на бяло поле g2 · бял топ на черно поле e1 · бял цар на черно поле g1 | черен топ на бяло поле e8 · черен цар на бяло поле g8 · черна пешка на черно поле a7 · черна пешка на черно поле c7 · черен топ на черно поле e7 · черна пешка на черно поле g7 · черна пешка на бяло поле h7 · черна пешка на черно поле b6 · бяла пешка на бяло поле e6 · черна пешка на черно поле f6 · черна дама на черно поле h6 · черна пешка на черно поле c5 · бяла пешка на бяло поле d5 · бяла пешка на бяло поле c4 · черен кон на черно поле d4 · бял топ на бяло поле e4 · черна пешка на черно поле f4 · бяла дама на бяло поле f3 · бяла пешка на бяло поле h3 · бяла пешка на бяло поле a2 · бял кон на черно поле d2 · бяла пешка на черно поле f2 · бяла пешка на бяло поле g2 · бял топ на черно поле e1 · бял цар на черно поле g1 | черен топ на бяло поле e8 · черен цар на бяло поле g8 · черна пешка на черно поле a7 · черна пешка на черно поле c7 · черен топ на черно поле e7 · черна пешка на черно поле g7 · черна пешка на бяло поле h7 · черна пешка на черно поле b6 · бяла пешка на бяло поле e6 · черна пешка на черно поле f6 · черна дама на черно поле h6 · черна пешка на черно поле c5 · бяла пешка на бяло поле d5 · бяла пешка на бяло поле c4 · черен кон на черно поле d4 · бял топ на бяло поле e4 · черна пешка на черно поле f4 · бяла дама на бяло поле f3 · бяла пешка на бяло поле h3 · бяла пешка на бяло поле a2 · бял кон на черно поле d2 · бяла пешка на черно поле f2 · бяла пешка на бяло поле g2 · бял топ на черно поле e1 · бял цар на черно поле g1 | черен топ на бяло поле e8 · черен цар на бяло поле g8 · черна пешка на черно поле a7 · черна пешка на черно поле c7 · черен топ на черно поле e7 · черна пешка на черно поле g7 · черна пешка на бяло поле h7 · черна пешка на черно поле b6 · бяла пешка на бяло поле e6 · черна пешка на черно поле f6 · черна дама на черно поле h6 · черна пешка на черно поле c5 · бяла пешка на бяло поле d5 · бяла пешка на бяло поле c4 · черен кон на черно поле d4 · бял топ на бяло поле e4 · черна пешка на черно поле f4 · бяла дама на бяло поле f3 · бяла пешка на бяло поле h3 · бяла пешка на бяло поле a2 · бял кон на черно поле d2 · бяла пешка на черно поле f2 · бяла пешка на бяло поле g2 · бял топ на черно поле e1 · бял цар на черно поле g1 | черен топ на бяло поле e8 · черен цар на бяло поле g8 · черна пешка на черно поле a7 · черна пешка на черно поле c7 · черен топ на черно поле e7 · черна пешка на черно поле g7 · черна пешка на бяло поле h7 · черна пешка на черно поле b6 · бяла пешка на бяло поле e6 · черна пешка на черно поле f6 · черна дама на черно поле h6 · черна пешка на черно поле c5 · бяла пешка на бяло поле d5 · бяла пешка на бяло поле c4 · черен кон на черно поле d4 · бял топ на бяло поле e4 · черна пешка на черно поле f4 · бяла дама на бяло поле f3 · бяла пешка на бяло поле h3 · бяла пешка на бяло поле a2 · бял кон на черно поле d2 · бяла пешка на черно поле f2 · бяла пешка на бяло поле g2 · бял топ на черно поле e1 · бял цар на черно поле g1 | черен топ на бяло поле e8 · черен цар на бяло поле g8 · черна пешка на черно поле a7 · черна пешка на черно поле c7 · черен топ на черно поле e7 · черна пешка на черно поле g7 · черна пешка на бяло поле h7 · черна пешка на черно поле b6 · бяла пешка на бяло поле e6 · черна пешка на черно поле f6 · черна дама на черно поле h6 · черна пешка на черно поле c5 · бяла пешка на бяло поле d5 · бяла пешка на бяло поле c4 · черен кон на черно поле d4 · бял топ на бяло поле e4 · черна пешка на черно поле f4 · бяла дама на бяло поле f3 · бяла пешка на бяло поле h3 · бяла пешка на бяло поле a2 · бял кон на черно поле d2 · бяла пешка на черно поле f2 · бяла пешка на бяло поле g2 · бял топ на черно поле e1 · бял цар на черно поле g1 | черен топ на бяло поле e8 · черен цар на бяло поле g8 · черна пешка на черно поле a7 · черна пешка на черно поле c7 · черен топ на черно поле e7 · черна пешка на черно поле g7 · черна пешка на бяло поле h7 · черна пешка на черно поле b6 · бяла пешка на бяло поле e6 · черна пешка на черно поле f6 · черна дама на черно поле h6 · черна пешка на черно поле c5 · бяла пешка на бяло поле d5 · бяла пешка на бяло поле c4 · черен кон на черно поле d4 · бял топ на бяло поле e4 · черна пешка на черно поле f4 · бяла дама на бяло поле f3 · бяла пешка на бяло поле h3 · бяла пешка на бяло поле a2 · бял кон на черно поле d2 · бяла пешка на черно поле f2 · бяла пешка на бяло поле g2 · бял топ на черно поле e1 · бял цар на черно поле g1 | 4 |
| 3 | черен топ на бяло поле e8 · черен цар на бяло поле g8 · черна пешка на черно поле a7 · черна пешка на черно поле c7 · черен топ на черно поле e7 · черна пешка на черно поле g7 · черна пешка на бяло поле h7 · черна пешка на черно поле b6 · бяла пешка на бяло поле e6 · черна пешка на черно поле f6 · черна дама на черно поле h6 · черна пешка на черно поле c5 · бяла пешка на бяло поле d5 · бяла пешка на бяло поле c4 · черен кон на черно поле d4 · бял топ на бяло поле e4 · черна пешка на черно поле f4 · бяла дама на бяло поле f3 · бяла пешка на бяло поле h3 · бяла пешка на бяло поле a2 · бял кон на черно поле d2 · бяла пешка на черно поле f2 · бяла пешка на бяло поле g2 · бял топ на черно поле e1 · бял цар на черно поле g1 | черен топ на бяло поле e8 · черен цар на бяло поле g8 · черна пешка на черно поле a7 · черна пешка на черно поле c7 · черен топ на черно поле e7 · черна пешка на черно поле g7 · черна пешка на бяло поле h7 · черна пешка на черно поле b6 · бяла пешка на бяло поле e6 · черна пешка на черно поле f6 · черна дама на черно поле h6 · черна пешка на черно поле c5 · бяла пешка на бяло поле d5 · бяла пешка на бяло поле c4 · черен кон на черно поле d4 · бял топ на бяло поле e4 · черна пешка на черно поле f4 · бяла дама на бяло поле f3 · бяла пешка на бяло поле h3 · бяла пешка на бяло поле a2 · бял кон на черно поле d2 · бяла пешка на черно поле f2 · бяла пешка на бяло поле g2 · бял топ на черно поле e1 · бял цар на черно поле g1 | черен топ на бяло поле e8 · черен цар на бяло поле g8 · черна пешка на черно поле a7 · черна пешка на черно поле c7 · черен топ на черно поле e7 · черна пешка на черно поле g7 · черна пешка на бяло поле h7 · черна пешка на черно поле b6 · бяла пешка на бяло поле e6 · черна пешка на черно поле f6 · черна дама на черно поле h6 · черна пешка на черно поле c5 · бяла пешка на бяло поле d5 · бяла пешка на бяло поле c4 · черен кон на черно поле d4 · бял топ на бяло поле e4 · черна пешка на черно поле f4 · бяла дама на бяло поле f3 · бяла пешка на бяло поле h3 · бяла пешка на бяло поле a2 · бял кон на черно поле d2 · бяла пешка на черно поле f2 · бяла пешка на бяло поле g2 · бял топ на черно поле e1 · бял цар на черно поле g1 | черен топ на бяло поле e8 · черен цар на бяло поле g8 · черна пешка на черно поле a7 · черна пешка на черно поле c7 · черен топ на черно поле e7 · черна пешка на черно поле g7 · черна пешка на бяло поле h7 · черна пешка на черно поле b6 · бяла пешка на бяло поле e6 · черна пешка на черно поле f6 · черна дама на черно поле h6 · черна пешка на черно поле c5 · бяла пешка на бяло поле d5 · бяла пешка на бяло поле c4 · черен кон на черно поле d4 · бял топ на бяло поле e4 · черна пешка на черно поле f4 · бяла дама на бяло поле f3 · бяла пешка на бяло поле h3 · бяла пешка на бяло поле a2 · бял кон на черно поле d2 · бяла пешка на черно поле f2 · бяла пешка на бяло поле g2 · бял топ на черно поле e1 · бял цар на черно поле g1 | черен топ на бяло поле e8 · черен цар на бяло поле g8 · черна пешка на черно поле a7 · черна пешка на черно поле c7 · черен топ на черно поле e7 · черна пешка на черно поле g7 · черна пешка на бяло поле h7 · черна пешка на черно поле b6 · бяла пешка на бяло поле e6 · черна пешка на черно поле f6 · черна дама на черно поле h6 · черна пешка на черно поле c5 · бяла пешка на бяло поле d5 · бяла пешка на бяло поле c4 · черен кон на черно поле d4 · бял топ на бяло поле e4 · черна пешка на черно поле f4 · бяла дама на бяло поле f3 · бяла пешка на бяло поле h3 · бяла пешка на бяло поле a2 · бял кон на черно поле d2 · бяла пешка на черно поле f2 · бяла пешка на бяло поле g2 · бял топ на черно поле e1 · бял цар на черно поле g1 | черен топ на бяло поле e8 · черен цар на бяло поле g8 · черна пешка на черно поле a7 · черна пешка на черно поле c7 · черен топ на черно поле e7 · черна пешка на черно поле g7 · черна пешка на бяло поле h7 · черна пешка на черно поле b6 · бяла пешка на бяло поле e6 · черна пешка на черно поле f6 · черна дама на черно поле h6 · черна пешка на черно поле c5 · бяла пешка на бяло поле d5 · бяла пешка на бяло поле c4 · черен кон на черно поле d4 · бял топ на бяло поле e4 · черна пешка на черно поле f4 · бяла дама на бяло поле f3 · бяла пешка на бяло поле h3 · бяла пешка на бяло поле a2 · бял кон на черно поле d2 · бяла пешка на черно поле f2 · бяла пешка на бяло поле g2 · бял топ на черно поле e1 · бял цар на черно поле g1 | черен топ на бяло поле e8 · черен цар на бяло поле g8 · черна пешка на черно поле a7 · черна пешка на черно поле c7 · черен топ на черно поле e7 · черна пешка на черно поле g7 · черна пешка на бяло поле h7 · черна пешка на черно поле b6 · бяла пешка на бяло поле e6 · черна пешка на черно поле f6 · черна дама на черно поле h6 · черна пешка на черно поле c5 · бяла пешка на бяло поле d5 · бяла пешка на бяло поле c4 · черен кон на черно поле d4 · бял топ на бяло поле e4 · черна пешка на черно поле f4 · бяла дама на бяло поле f3 · бяла пешка на бяло поле h3 · бяла пешка на бяло поле a2 · бял кон на черно поле d2 · бяла пешка на черно поле f2 · бяла пешка на бяло поле g2 · бял топ на черно поле e1 · бял цар на черно поле g1 | черен топ на бяло поле e8 · черен цар на бяло поле g8 · черна пешка на черно поле a7 · черна пешка на черно поле c7 · черен топ на черно поле e7 · черна пешка на черно поле g7 · черна пешка на бяло поле h7 · черна пешка на черно поле b6 · бяла пешка на бяло поле e6 · черна пешка на черно поле f6 · черна дама на черно поле h6 · черна пешка на черно поле c5 · бяла пешка на бяло поле d5 · бяла пешка на бяло поле c4 · черен кон на черно поле d4 · бял топ на бяло поле e4 · черна пешка на черно поле f4 · бяла дама на бяло поле f3 · бяла пешка на бяло поле h3 · бяла пешка на бяло поле a2 · бял кон на черно поле d2 · бяла пешка на черно поле f2 · бяла пешка на бяло поле g2 · бял топ на черно поле e1 · бял цар на черно поле g1 | 3 |
| 2 | черен топ на бяло поле e8 · черен цар на бяло поле g8 · черна пешка на черно поле a7 · черна пешка на черно поле c7 · черен топ на черно поле e7 · черна пешка на черно поле g7 · черна пешка на бяло поле h7 · черна пешка на черно поле b6 · бяла пешка на бяло поле e6 · черна пешка на черно поле f6 · черна дама на черно поле h6 · черна пешка на черно поле c5 · бяла пешка на бяло поле d5 · бяла пешка на бяло поле c4 · черен кон на черно поле d4 · бял топ на бяло поле e4 · черна пешка на черно поле f4 · бяла дама на бяло поле f3 · бяла пешка на бяло поле h3 · бяла пешка на бяло поле a2 · бял кон на черно поле d2 · бяла пешка на черно поле f2 · бяла пешка на бяло поле g2 · бял топ на черно поле e1 · бял цар на черно поле g1 | черен топ на бяло поле e8 · черен цар на бяло поле g8 · черна пешка на черно поле a7 · черна пешка на черно поле c7 · черен топ на черно поле e7 · черна пешка на черно поле g7 · черна пешка на бяло поле h7 · черна пешка на черно поле b6 · бяла пешка на бяло поле e6 · черна пешка на черно поле f6 · черна дама на черно поле h6 · черна пешка на черно поле c5 · бяла пешка на бяло поле d5 · бяла пешка на бяло поле c4 · черен кон на черно поле d4 · бял топ на бяло поле e4 · черна пешка на черно поле f4 · бяла дама на бяло поле f3 · бяла пешка на бяло поле h3 · бяла пешка на бяло поле a2 · бял кон на черно поле d2 · бяла пешка на черно поле f2 · бяла пешка на бяло поле g2 · бял топ на черно поле e1 · бял цар на черно поле g1 | черен топ на бяло поле e8 · черен цар на бяло поле g8 · черна пешка на черно поле a7 · черна пешка на черно поле c7 · черен топ на черно поле e7 · черна пешка на черно поле g7 · черна пешка на бяло поле h7 · черна пешка на черно поле b6 · бяла пешка на бяло поле e6 · черна пешка на черно поле f6 · черна дама на черно поле h6 · черна пешка на черно поле c5 · бяла пешка на бяло поле d5 · бяла пешка на бяло поле c4 · черен кон на черно поле d4 · бял топ на бяло поле e4 · черна пешка на черно поле f4 · бяла дама на бяло поле f3 · бяла пешка на бяло поле h3 · бяла пешка на бяло поле a2 · бял кон на черно поле d2 · бяла пешка на черно поле f2 · бяла пешка на бяло поле g2 · бял топ на черно поле e1 · бял цар на черно поле g1 | черен топ на бяло поле e8 · черен цар на бяло поле g8 · черна пешка на черно поле a7 · черна пешка на черно поле c7 · черен топ на черно поле e7 · черна пешка на черно поле g7 · черна пешка на бяло поле h7 · черна пешка на черно поле b6 · бяла пешка на бяло поле e6 · черна пешка на черно поле f6 · черна дама на черно поле h6 · черна пешка на черно поле c5 · бяла пешка на бяло поле d5 · бяла пешка на бяло поле c4 · черен кон на черно поле d4 · бял топ на бяло поле e4 · черна пешка на черно поле f4 · бяла дама на бяло поле f3 · бяла пешка на бяло поле h3 · бяла пешка на бяло поле a2 · бял кон на черно поле d2 · бяла пешка на черно поле f2 · бяла пешка на бяло поле g2 · бял топ на черно поле e1 · бял цар на черно поле g1 | черен топ на бяло поле e8 · черен цар на бяло поле g8 · черна пешка на черно поле a7 · черна пешка на черно поле c7 · черен топ на черно поле e7 · черна пешка на черно поле g7 · черна пешка на бяло поле h7 · черна пешка на черно поле b6 · бяла пешка на бяло поле e6 · черна пешка на черно поле f6 · черна дама на черно поле h6 · черна пешка на черно поле c5 · бяла пешка на бяло поле d5 · бяла пешка на бяло поле c4 · черен кон на черно поле d4 · бял топ на бяло поле e4 · черна пешка на черно поле f4 · бяла дама на бяло поле f3 · бяла пешка на бяло поле h3 · бяла пешка на бяло поле a2 · бял кон на черно поле d2 · бяла пешка на черно поле f2 · бяла пешка на бяло поле g2 · бял топ на черно поле e1 · бял цар на черно поле g1 | черен топ на бяло поле e8 · черен цар на бяло поле g8 · черна пешка на черно поле a7 · черна пешка на черно поле c7 · черен топ на черно поле e7 · черна пешка на черно поле g7 · черна пешка на бяло поле h7 · черна пешка на черно поле b6 · бяла пешка на бяло поле e6 · черна пешка на черно поле f6 · черна дама на черно поле h6 · черна пешка на черно поле c5 · бяла пешка на бяло поле d5 · бяла пешка на бяло поле c4 · черен кон на черно поле d4 · бял топ на бяло поле e4 · черна пешка на черно поле f4 · бяла дама на бяло поле f3 · бяла пешка на бяло поле h3 · бяла пешка на бяло поле a2 · бял кон на черно поле d2 · бяла пешка на черно поле f2 · бяла пешка на бяло поле g2 · бял топ на черно поле e1 · бял цар на черно поле g1 | черен топ на бяло поле e8 · черен цар на бяло поле g8 · черна пешка на черно поле a7 · черна пешка на черно поле c7 · черен топ на черно поле e7 · черна пешка на черно поле g7 · черна пешка на бяло поле h7 · черна пешка на черно поле b6 · бяла пешка на бяло поле e6 · черна пешка на черно поле f6 · черна дама на черно поле h6 · черна пешка на черно поле c5 · бяла пешка на бяло поле d5 · бяла пешка на бяло поле c4 · черен кон на черно поле d4 · бял топ на бяло поле e4 · черна пешка на черно поле f4 · бяла дама на бяло поле f3 · бяла пешка на бяло поле h3 · бяла пешка на бяло поле a2 · бял кон на черно поле d2 · бяла пешка на черно поле f2 · бяла пешка на бяло поле g2 · бял топ на черно поле e1 · бял цар на черно поле g1 | черен топ на бяло поле e8 · черен цар на бяло поле g8 · черна пешка на черно поле a7 · черна пешка на черно поле c7 · черен топ на черно поле e7 · черна пешка на черно поле g7 · черна пешка на бяло поле h7 · черна пешка на черно поле b6 · бяла пешка на бяло поле e6 · черна пешка на черно поле f6 · черна дама на черно поле h6 · черна пешка на черно поле c5 · бяла пешка на бяло поле d5 · бяла пешка на бяло поле c4 · черен кон на черно поле d4 · бял топ на бяло поле e4 · черна пешка на черно поле f4 · бяла дама на бяло поле f3 · бяла пешка на бяло поле h3 · бяла пешка на бяло поле a2 · бял кон на черно поле d2 · бяла пешка на черно поле f2 · бяла пешка на бяло поле g2 · бял топ на черно поле e1 · бял цар на черно поле g1 | 2 |
| 1 | черен топ на бяло поле e8 · черен цар на бяло поле g8 · черна пешка на черно поле a7 · черна пешка на черно поле c7 · черен топ на черно поле e7 · черна пешка на черно поле g7 · черна пешка на бяло поле h7 · черна пешка на черно поле b6 · бяла пешка на бяло поле e6 · черна пешка на черно поле f6 · черна дама на черно поле h6 · черна пешка на черно поле c5 · бяла пешка на бяло поле d5 · бяла пешка на бяло поле c4 · черен кон на черно поле d4 · бял топ на бяло поле e4 · черна пешка на черно поле f4 · бяла дама на бяло поле f3 · бяла пешка на бяло поле h3 · бяла пешка на бяло поле a2 · бял кон на черно поле d2 · бяла пешка на черно поле f2 · бяла пешка на бяло поле g2 · бял топ на черно поле e1 · бял цар на черно поле g1 | черен топ на бяло поле e8 · черен цар на бяло поле g8 · черна пешка на черно поле a7 · черна пешка на черно поле c7 · черен топ на черно поле e7 · черна пешка на черно поле g7 · черна пешка на бяло поле h7 · черна пешка на черно поле b6 · бяла пешка на бяло поле e6 · черна пешка на черно поле f6 · черна дама на черно поле h6 · черна пешка на черно поле c5 · бяла пешка на бяло поле d5 · бяла пешка на бяло поле c4 · черен кон на черно поле d4 · бял топ на бяло поле e4 · черна пешка на черно поле f4 · бяла дама на бяло поле f3 · бяла пешка на бяло поле h3 · бяла пешка на бяло поле a2 · бял кон на черно поле d2 · бяла пешка на черно поле f2 · бяла пешка на бяло поле g2 · бял топ на черно поле e1 · бял цар на черно поле g1 | черен топ на бяло поле e8 · черен цар на бяло поле g8 · черна пешка на черно поле a7 · черна пешка на черно поле c7 · черен топ на черно поле e7 · черна пешка на черно поле g7 · черна пешка на бяло поле h7 · черна пешка на черно поле b6 · бяла пешка на бяло поле e6 · черна пешка на черно поле f6 · черна дама на черно поле h6 · черна пешка на черно поле c5 · бяла пешка на бяло поле d5 · бяла пешка на бяло поле c4 · черен кон на черно поле d4 · бял топ на бяло поле e4 · черна пешка на черно поле f4 · бяла дама на бяло поле f3 · бяла пешка на бяло поле h3 · бяла пешка на бяло поле a2 · бял кон на черно поле d2 · бяла пешка на черно поле f2 · бяла пешка на бяло поле g2 · бял топ на черно поле e1 · бял цар на черно поле g1 | черен топ на бяло поле e8 · черен цар на бяло поле g8 · черна пешка на черно поле a7 · черна пешка на черно поле c7 · черен топ на черно поле e7 · черна пешка на черно поле g7 · черна пешка на бяло поле h7 · черна пешка на черно поле b6 · бяла пешка на бяло поле e6 · черна пешка на черно поле f6 · черна дама на черно поле h6 · черна пешка на черно поле c5 · бяла пешка на бяло поле d5 · бяла пешка на бяло поле c4 · черен кон на черно поле d4 · бял топ на бяло поле e4 · черна пешка на черно поле f4 · бяла дама на бяло поле f3 · бяла пешка на бяло поле h3 · бяла пешка на бяло поле a2 · бял кон на черно поле d2 · бяла пешка на черно поле f2 · бяла пешка на бяло поле g2 · бял топ на черно поле e1 · бял цар на черно поле g1 | черен топ на бяло поле e8 · черен цар на бяло поле g8 · черна пешка на черно поле a7 · черна пешка на черно поле c7 · черен топ на черно поле e7 · черна пешка на черно поле g7 · черна пешка на бяло поле h7 · черна пешка на черно поле b6 · бяла пешка на бяло поле e6 · черна пешка на черно поле f6 · черна дама на черно поле h6 · черна пешка на черно поле c5 · бяла пешка на бяло поле d5 · бяла пешка на бяло поле c4 · черен кон на черно поле d4 · бял топ на бяло поле e4 · черна пешка на черно поле f4 · бяла дама на бяло поле f3 · бяла пешка на бяло поле h3 · бяла пешка на бяло поле a2 · бял кон на черно поле d2 · бяла пешка на черно поле f2 · бяла пешка на бяло поле g2 · бял топ на черно поле e1 · бял цар на черно поле g1 | черен топ на бяло поле e8 · черен цар на бяло поле g8 · черна пешка на черно поле a7 · черна пешка на черно поле c7 · черен топ на черно поле e7 · черна пешка на черно поле g7 · черна пешка на бяло поле h7 · черна пешка на черно поле b6 · бяла пешка на бяло поле e6 · черна пешка на черно поле f6 · черна дама на черно поле h6 · черна пешка на черно поле c5 · бяла пешка на бяло поле d5 · бяла пешка на бяло поле c4 · черен кон на черно поле d4 · бял топ на бяло поле e4 · черна пешка на черно поле f4 · бяла дама на бяло поле f3 · бяла пешка на бяло поле h3 · бяла пешка на бяло поле a2 · бял кон на черно поле d2 · бяла пешка на черно поле f2 · бяла пешка на бяло поле g2 · бял топ на черно поле e1 · бял цар на черно поле g1 | черен топ на бяло поле e8 · черен цар на бяло поле g8 · черна пешка на черно поле a7 · черна пешка на черно поле c7 · черен топ на черно поле e7 · черна пешка на черно поле g7 · черна пешка на бяло поле h7 · черна пешка на черно поле b6 · бяла пешка на бяло поле e6 · черна пешка на черно поле f6 · черна дама на черно поле h6 · черна пешка на черно поле c5 · бяла пешка на бяло поле d5 · бяла пешка на бяло поле c4 · черен кон на черно поле d4 · бял топ на бяло поле e4 · черна пешка на черно поле f4 · бяла дама на бяло поле f3 · бяла пешка на бяло поле h3 · бяла пешка на бяло поле a2 · бял кон на черно поле d2 · бяла пешка на черно поле f2 · бяла пешка на бяло поле g2 · бял топ на черно поле e1 · бял цар на черно поле g1 | черен топ на бяло поле e8 · черен цар на бяло поле g8 · черна пешка на черно поле a7 · черна пешка на черно поле c7 · черен топ на черно поле e7 · черна пешка на черно поле g7 · черна пешка на бяло поле h7 · черна пешка на черно поле b6 · бяла пешка на бяло поле e6 · черна пешка на черно поле f6 · черна дама на черно поле h6 · черна пешка на черно поле c5 · бяла пешка на бяло поле d5 · бяла пешка на бяло поле c4 · черен кон на черно поле d4 · бял топ на бяло поле e4 · черна пешка на черно поле f4 · бяла дама на бяло поле f3 · бяла пешка на бяло поле h3 · бяла пешка на бяло поле a2 · бял кон на черно поле d2 · бяла пешка на черно поле f2 · бяла пешка на бяло поле g2 · бял топ на черно поле e1 · бял цар на черно поле g1 | 1 |
|   | a | b | c | d | e | f | g | h |   |

19. h3 Оh5 20. Oe4 Тe7 21. Дc3 Тde8 22. Оf3 Кb7 23. Te2 f6? Непомняшчий по-късно нарича хода „ненужен“; това позволява на Дин да създаде проходна пешка e6 и силна пешечна верига, но в замяна черните успяват да установят коня на силно защитно поле на d6. 24. e6 Кd6 25. Тae1 Кf5 26. О:h5 Д:h5 27. Тe4 Дh6 28. Дf3 Кd4? (диаграма 2) Непомняшчий все още е в играта, докато не направи тази грешка, което решение бившият световен шампион Вишванатан Ананд описа като „безумно“. Дин казва, че първоначално е смятал за отговор 29. Дd3, но след като е помислил малко повече от минута, е намерил печеливш ход – силната жертва на качество 29. Т:d4! c:d4, докато Непомняшчий твърди, че не го е видял, докато не е бил изигран. 30. Кb3 g5 31. К:d4 Дg6 Белият кон от d4 доминира в позицията, която става напълно загубена за черните, докато Дин прецизно реализира предимството си. 32. g4 f:g3 33. f:g3 h5 34. Кf5 Тh7 35. Дe4 Цh8 36. e7 Дf7 37. d6 c:d6 38. К:d6 Дg8 39. К:e8 Д:e8 40. Дe6 Цg7 41. Тf1 Тh6 42. Тd1 f5 43. Дe5+ Цf7 44. Д:f5+ Тf6 45. Дh7+ Ke6 46. Дg7 Тg6 47. Дf8 1–0

### Осемнадесета партия: Непомняшчий – Дин 0:1
|   | a | b | c | d | e | f | g | h |   |
| 8 | черна пешка на черно поле g7 · черен цар на бяло поле h7 · черен офицер на черно поле d6 · черна дама на бяло поле g6 · черна пешка на черно поле h6 · бяла дама на бяло поле c4 · бяла пешка на черно поле h4 · черна пешка на черно поле a3 · бял офицер на черно поле e3 · бяла пешка на черно поле g3 · черна пешка на бяло поле c2 · бяла пешка на черно поле f2 · бял цар на бяло поле g2 | черна пешка на черно поле g7 · черен цар на бяло поле h7 · черен офицер на черно поле d6 · черна дама на бяло поле g6 · черна пешка на черно поле h6 · бяла дама на бяло поле c4 · бяла пешка на черно поле h4 · черна пешка на черно поле a3 · бял офицер на черно поле e3 · бяла пешка на черно поле g3 · черна пешка на бяло поле c2 · бяла пешка на черно поле f2 · бял цар на бяло поле g2 | черна пешка на черно поле g7 · черен цар на бяло поле h7 · черен офицер на черно поле d6 · черна дама на бяло поле g6 · черна пешка на черно поле h6 · бяла дама на бяло поле c4 · бяла пешка на черно поле h4 · черна пешка на черно поле a3 · бял офицер на черно поле e3 · бяла пешка на черно поле g3 · черна пешка на бяло поле c2 · бяла пешка на черно поле f2 · бял цар на бяло поле g2 | черна пешка на черно поле g7 · черен цар на бяло поле h7 · черен офицер на черно поле d6 · черна дама на бяло поле g6 · черна пешка на черно поле h6 · бяла дама на бяло поле c4 · бяла пешка на черно поле h4 · черна пешка на черно поле a3 · бял офицер на черно поле e3 · бяла пешка на черно поле g3 · черна пешка на бяло поле c2 · бяла пешка на черно поле f2 · бял цар на бяло поле g2 | черна пешка на черно поле g7 · черен цар на бяло поле h7 · черен офицер на черно поле d6 · черна дама на бяло поле g6 · черна пешка на черно поле h6 · бяла дама на бяло поле c4 · бяла пешка на черно поле h4 · черна пешка на черно поле a3 · бял офицер на черно поле e3 · бяла пешка на черно поле g3 · черна пешка на бяло поле c2 · бяла пешка на черно поле f2 · бял цар на бяло поле g2 | черна пешка на черно поле g7 · черен цар на бяло поле h7 · черен офицер на черно поле d6 · черна дама на бяло поле g6 · черна пешка на черно поле h6 · бяла дама на бяло поле c4 · бяла пешка на черно поле h4 · черна пешка на черно поле a3 · бял офицер на черно поле e3 · бяла пешка на черно поле g3 · черна пешка на бяло поле c2 · бяла пешка на черно поле f2 · бял цар на бяло поле g2 | черна пешка на черно поле g7 · черен цар на бяло поле h7 · черен офицер на черно поле d6 · черна дама на бяло поле g6 · черна пешка на черно поле h6 · бяла дама на бяло поле c4 · бяла пешка на черно поле h4 · черна пешка на черно поле a3 · бял офицер на черно поле e3 · бяла пешка на черно поле g3 · черна пешка на бяло поле c2 · бяла пешка на черно поле f2 · бял цар на бяло поле g2 | черна пешка на черно поле g7 · черен цар на бяло поле h7 · черен офицер на черно поле d6 · черна дама на бяло поле g6 · черна пешка на черно поле h6 · бяла дама на бяло поле c4 · бяла пешка на черно поле h4 · черна пешка на черно поле a3 · бял офицер на черно поле e3 · бяла пешка на черно поле g3 · черна пешка на бяло поле c2 · бяла пешка на черно поле f2 · бял цар на бяло поле g2 | 8 |
| 7 | черна пешка на черно поле g7 · черен цар на бяло поле h7 · черен офицер на черно поле d6 · черна дама на бяло поле g6 · черна пешка на черно поле h6 · бяла дама на бяло поле c4 · бяла пешка на черно поле h4 · черна пешка на черно поле a3 · бял офицер на черно поле e3 · бяла пешка на черно поле g3 · черна пешка на бяло поле c2 · бяла пешка на черно поле f2 · бял цар на бяло поле g2 | черна пешка на черно поле g7 · черен цар на бяло поле h7 · черен офицер на черно поле d6 · черна дама на бяло поле g6 · черна пешка на черно поле h6 · бяла дама на бяло поле c4 · бяла пешка на черно поле h4 · черна пешка на черно поле a3 · бял офицер на черно поле e3 · бяла пешка на черно поле g3 · черна пешка на бяло поле c2 · бяла пешка на черно поле f2 · бял цар на бяло поле g2 | черна пешка на черно поле g7 · черен цар на бяло поле h7 · черен офицер на черно поле d6 · черна дама на бяло поле g6 · черна пешка на черно поле h6 · бяла дама на бяло поле c4 · бяла пешка на черно поле h4 · черна пешка на черно поле a3 · бял офицер на черно поле e3 · бяла пешка на черно поле g3 · черна пешка на бяло поле c2 · бяла пешка на черно поле f2 · бял цар на бяло поле g2 | черна пешка на черно поле g7 · черен цар на бяло поле h7 · черен офицер на черно поле d6 · черна дама на бяло поле g6 · черна пешка на черно поле h6 · бяла дама на бяло поле c4 · бяла пешка на черно поле h4 · черна пешка на черно поле a3 · бял офицер на черно поле e3 · бяла пешка на черно поле g3 · черна пешка на бяло поле c2 · бяла пешка на черно поле f2 · бял цар на бяло поле g2 | черна пешка на черно поле g7 · черен цар на бяло поле h7 · черен офицер на черно поле d6 · черна дама на бяло поле g6 · черна пешка на черно поле h6 · бяла дама на бяло поле c4 · бяла пешка на черно поле h4 · черна пешка на черно поле a3 · бял офицер на черно поле e3 · бяла пешка на черно поле g3 · черна пешка на бяло поле c2 · бяла пешка на черно поле f2 · бял цар на бяло поле g2 | черна пешка на черно поле g7 · черен цар на бяло поле h7 · черен офицер на черно поле d6 · черна дама на бяло поле g6 · черна пешка на черно поле h6 · бяла дама на бяло поле c4 · бяла пешка на черно поле h4 · черна пешка на черно поле a3 · бял офицер на черно поле e3 · бяла пешка на черно поле g3 · черна пешка на бяло поле c2 · бяла пешка на черно поле f2 · бял цар на бяло поле g2 | черна пешка на черно поле g7 · черен цар на бяло поле h7 · черен офицер на черно поле d6 · черна дама на бяло поле g6 · черна пешка на черно поле h6 · бяла дама на бяло поле c4 · бяла пешка на черно поле h4 · черна пешка на черно поле a3 · бял офицер на черно поле e3 · бяла пешка на черно поле g3 · черна пешка на бяло поле c2 · бяла пешка на черно поле f2 · бял цар на бяло поле g2 | черна пешка на черно поле g7 · черен цар на бяло поле h7 · черен офицер на черно поле d6 · черна дама на бяло поле g6 · черна пешка на черно поле h6 · бяла дама на бяло поле c4 · бяла пешка на черно поле h4 · черна пешка на черно поле a3 · бял офицер на черно поле e3 · бяла пешка на черно поле g3 · черна пешка на бяло поле c2 · бяла пешка на черно поле f2 · бял цар на бяло поле g2 | 7 |
| 6 | черна пешка на черно поле g7 · черен цар на бяло поле h7 · черен офицер на черно поле d6 · черна дама на бяло поле g6 · черна пешка на черно поле h6 · бяла дама на бяло поле c4 · бяла пешка на черно поле h4 · черна пешка на черно поле a3 · бял офицер на черно поле e3 · бяла пешка на черно поле g3 · черна пешка на бяло поле c2 · бяла пешка на черно поле f2 · бял цар на бяло поле g2 | черна пешка на черно поле g7 · черен цар на бяло поле h7 · черен офицер на черно поле d6 · черна дама на бяло поле g6 · черна пешка на черно поле h6 · бяла дама на бяло поле c4 · бяла пешка на черно поле h4 · черна пешка на черно поле a3 · бял офицер на черно поле e3 · бяла пешка на черно поле g3 · черна пешка на бяло поле c2 · бяла пешка на черно поле f2 · бял цар на бяло поле g2 | черна пешка на черно поле g7 · черен цар на бяло поле h7 · черен офицер на черно поле d6 · черна дама на бяло поле g6 · черна пешка на черно поле h6 · бяла дама на бяло поле c4 · бяла пешка на черно поле h4 · черна пешка на черно поле a3 · бял офицер на черно поле e3 · бяла пешка на черно поле g3 · черна пешка на бяло поле c2 · бяла пешка на черно поле f2 · бял цар на бяло поле g2 | черна пешка на черно поле g7 · черен цар на бяло поле h7 · черен офицер на черно поле d6 · черна дама на бяло поле g6 · черна пешка на черно поле h6 · бяла дама на бяло поле c4 · бяла пешка на черно поле h4 · черна пешка на черно поле a3 · бял офицер на черно поле e3 · бяла пешка на черно поле g3 · черна пешка на бяло поле c2 · бяла пешка на черно поле f2 · бял цар на бяло поле g2 | черна пешка на черно поле g7 · черен цар на бяло поле h7 · черен офицер на черно поле d6 · черна дама на бяло поле g6 · черна пешка на черно поле h6 · бяла дама на бяло поле c4 · бяла пешка на черно поле h4 · черна пешка на черно поле a3 · бял офицер на черно поле e3 · бяла пешка на черно поле g3 · черна пешка на бяло поле c2 · бяла пешка на черно поле f2 · бял цар на бяло поле g2 | черна пешка на черно поле g7 · черен цар на бяло поле h7 · черен офицер на черно поле d6 · черна дама на бяло поле g6 · черна пешка на черно поле h6 · бяла дама на бяло поле c4 · бяла пешка на черно поле h4 · черна пешка на черно поле a3 · бял офицер на черно поле e3 · бяла пешка на черно поле g3 · черна пешка на бяло поле c2 · бяла пешка на черно поле f2 · бял цар на бяло поле g2 | черна пешка на черно поле g7 · черен цар на бяло поле h7 · черен офицер на черно поле d6 · черна дама на бяло поле g6 · черна пешка на черно поле h6 · бяла дама на бяло поле c4 · бяла пешка на черно поле h4 · черна пешка на черно поле a3 · бял офицер на черно поле e3 · бяла пешка на черно поле g3 · черна пешка на бяло поле c2 · бяла пешка на черно поле f2 · бял цар на бяло поле g2 | черна пешка на черно поле g7 · черен цар на бяло поле h7 · черен офицер на черно поле d6 · черна дама на бяло поле g6 · черна пешка на черно поле h6 · бяла дама на бяло поле c4 · бяла пешка на черно поле h4 · черна пешка на черно поле a3 · бял офицер на черно поле e3 · бяла пешка на черно поле g3 · черна пешка на бяло поле c2 · бяла пешка на черно поле f2 · бял цар на бяло поле g2 | 6 |
| 5 | черна пешка на черно поле g7 · черен цар на бяло поле h7 · черен офицер на черно поле d6 · черна дама на бяло поле g6 · черна пешка на черно поле h6 · бяла дама на бяло поле c4 · бяла пешка на черно поле h4 · черна пешка на черно поле a3 · бял офицер на черно поле e3 · бяла пешка на черно поле g3 · черна пешка на бяло поле c2 · бяла пешка на черно поле f2 · бял цар на бяло поле g2 | черна пешка на черно поле g7 · черен цар на бяло поле h7 · черен офицер на черно поле d6 · черна дама на бяло поле g6 · черна пешка на черно поле h6 · бяла дама на бяло поле c4 · бяла пешка на черно поле h4 · черна пешка на черно поле a3 · бял офицер на черно поле e3 · бяла пешка на черно поле g3 · черна пешка на бяло поле c2 · бяла пешка на черно поле f2 · бял цар на бяло поле g2 | черна пешка на черно поле g7 · черен цар на бяло поле h7 · черен офицер на черно поле d6 · черна дама на бяло поле g6 · черна пешка на черно поле h6 · бяла дама на бяло поле c4 · бяла пешка на черно поле h4 · черна пешка на черно поле a3 · бял офицер на черно поле e3 · бяла пешка на черно поле g3 · черна пешка на бяло поле c2 · бяла пешка на черно поле f2 · бял цар на бяло поле g2 | черна пешка на черно поле g7 · черен цар на бяло поле h7 · черен офицер на черно поле d6 · черна дама на бяло поле g6 · черна пешка на черно поле h6 · бяла дама на бяло поле c4 · бяла пешка на черно поле h4 · черна пешка на черно поле a3 · бял офицер на черно поле e3 · бяла пешка на черно поле g3 · черна пешка на бяло поле c2 · бяла пешка на черно поле f2 · бял цар на бяло поле g2 | черна пешка на черно поле g7 · черен цар на бяло поле h7 · черен офицер на черно поле d6 · черна дама на бяло поле g6 · черна пешка на черно поле h6 · бяла дама на бяло поле c4 · бяла пешка на черно поле h4 · черна пешка на черно поле a3 · бял офицер на черно поле e3 · бяла пешка на черно поле g3 · черна пешка на бяло поле c2 · бяла пешка на черно поле f2 · бял цар на бяло поле g2 | черна пешка на черно поле g7 · черен цар на бяло поле h7 · черен офицер на черно поле d6 · черна дама на бяло поле g6 · черна пешка на черно поле h6 · бяла дама на бяло поле c4 · бяла пешка на черно поле h4 · черна пешка на черно поле a3 · бял офицер на черно поле e3 · бяла пешка на черно поле g3 · черна пешка на бяло поле c2 · бяла пешка на черно поле f2 · бял цар на бяло поле g2 | черна пешка на черно поле g7 · черен цар на бяло поле h7 · черен офицер на черно поле d6 · черна дама на бяло поле g6 · черна пешка на черно поле h6 · бяла дама на бяло поле c4 · бяла пешка на черно поле h4 · черна пешка на черно поле a3 · бял офицер на черно поле e3 · бяла пешка на черно поле g3 · черна пешка на бяло поле c2 · бяла пешка на черно поле f2 · бял цар на бяло поле g2 | черна пешка на черно поле g7 · черен цар на бяло поле h7 · черен офицер на черно поле d6 · черна дама на бяло поле g6 · черна пешка на черно поле h6 · бяла дама на бяло поле c4 · бяла пешка на черно поле h4 · черна пешка на черно поле a3 · бял офицер на черно поле e3 · бяла пешка на черно поле g3 · черна пешка на бяло поле c2 · бяла пешка на черно поле f2 · бял цар на бяло поле g2 | 5 |
| 4 | черна пешка на черно поле g7 · черен цар на бяло поле h7 · черен офицер на черно поле d6 · черна дама на бяло поле g6 · черна пешка на черно поле h6 · бяла дама на бяло поле c4 · бяла пешка на черно поле h4 · черна пешка на черно поле a3 · бял офицер на черно поле e3 · бяла пешка на черно поле g3 · черна пешка на бяло поле c2 · бяла пешка на черно поле f2 · бял цар на бяло поле g2 | черна пешка на черно поле g7 · черен цар на бяло поле h7 · черен офицер на черно поле d6 · черна дама на бяло поле g6 · черна пешка на черно поле h6 · бяла дама на бяло поле c4 · бяла пешка на черно поле h4 · черна пешка на черно поле a3 · бял офицер на черно поле e3 · бяла пешка на черно поле g3 · черна пешка на бяло поле c2 · бяла пешка на черно поле f2 · бял цар на бяло поле g2 | черна пешка на черно поле g7 · черен цар на бяло поле h7 · черен офицер на черно поле d6 · черна дама на бяло поле g6 · черна пешка на черно поле h6 · бяла дама на бяло поле c4 · бяла пешка на черно поле h4 · черна пешка на черно поле a3 · бял офицер на черно поле e3 · бяла пешка на черно поле g3 · черна пешка на бяло поле c2 · бяла пешка на черно поле f2 · бял цар на бяло поле g2 | черна пешка на черно поле g7 · черен цар на бяло поле h7 · черен офицер на черно поле d6 · черна дама на бяло поле g6 · черна пешка на черно поле h6 · бяла дама на бяло поле c4 · бяла пешка на черно поле h4 · черна пешка на черно поле a3 · бял офицер на черно поле e3 · бяла пешка на черно поле g3 · черна пешка на бяло поле c2 · бяла пешка на черно поле f2 · бял цар на бяло поле g2 | черна пешка на черно поле g7 · черен цар на бяло поле h7 · черен офицер на черно поле d6 · черна дама на бяло поле g6 · черна пешка на черно поле h6 · бяла дама на бяло поле c4 · бяла пешка на черно поле h4 · черна пешка на черно поле a3 · бял офицер на черно поле e3 · бяла пешка на черно поле g3 · черна пешка на бяло поле c2 · бяла пешка на черно поле f2 · бял цар на бяло поле g2 | черна пешка на черно поле g7 · черен цар на бяло поле h7 · черен офицер на черно поле d6 · черна дама на бяло поле g6 · черна пешка на черно поле h6 · бяла дама на бяло поле c4 · бяла пешка на черно поле h4 · черна пешка на черно поле a3 · бял офицер на черно поле e3 · бяла пешка на черно поле g3 · черна пешка на бяло поле c2 · бяла пешка на черно поле f2 · бял цар на бяло поле g2 | черна пешка на черно поле g7 · черен цар на бяло поле h7 · черен офицер на черно поле d6 · черна дама на бяло поле g6 · черна пешка на черно поле h6 · бяла дама на бяло поле c4 · бяла пешка на черно поле h4 · черна пешка на черно поле a3 · бял офицер на черно поле e3 · бяла пешка на черно поле g3 · черна пешка на бяло поле c2 · бяла пешка на черно поле f2 · бял цар на бяло поле g2 | черна пешка на черно поле g7 · черен цар на бяло поле h7 · черен офицер на черно поле d6 · черна дама на бяло поле g6 · черна пешка на черно поле h6 · бяла дама на бяло поле c4 · бяла пешка на черно поле h4 · черна пешка на черно поле a3 · бял офицер на черно поле e3 · бяла пешка на черно поле g3 · черна пешка на бяло поле c2 · бяла пешка на черно поле f2 · бял цар на бяло поле g2 | 4 |
| 3 | черна пешка на черно поле g7 · черен цар на бяло поле h7 · черен офицер на черно поле d6 · черна дама на бяло поле g6 · черна пешка на черно поле h6 · бяла дама на бяло поле c4 · бяла пешка на черно поле h4 · черна пешка на черно поле a3 · бял офицер на черно поле e3 · бяла пешка на черно поле g3 · черна пешка на бяло поле c2 · бяла пешка на черно поле f2 · бял цар на бяло поле g2 | черна пешка на черно поле g7 · черен цар на бяло поле h7 · черен офицер на черно поле d6 · черна дама на бяло поле g6 · черна пешка на черно поле h6 · бяла дама на бяло поле c4 · бяла пешка на черно поле h4 · черна пешка на черно поле a3 · бял офицер на черно поле e3 · бяла пешка на черно поле g3 · черна пешка на бяло поле c2 · бяла пешка на черно поле f2 · бял цар на бяло поле g2 | черна пешка на черно поле g7 · черен цар на бяло поле h7 · черен офицер на черно поле d6 · черна дама на бяло поле g6 · черна пешка на черно поле h6 · бяла дама на бяло поле c4 · бяла пешка на черно поле h4 · черна пешка на черно поле a3 · бял офицер на черно поле e3 · бяла пешка на черно поле g3 · черна пешка на бяло поле c2 · бяла пешка на черно поле f2 · бял цар на бяло поле g2 | черна пешка на черно поле g7 · черен цар на бяло поле h7 · черен офицер на черно поле d6 · черна дама на бяло поле g6 · черна пешка на черно поле h6 · бяла дама на бяло поле c4 · бяла пешка на черно поле h4 · черна пешка на черно поле a3 · бял офицер на черно поле e3 · бяла пешка на черно поле g3 · черна пешка на бяло поле c2 · бяла пешка на черно поле f2 · бял цар на бяло поле g2 | черна пешка на черно поле g7 · черен цар на бяло поле h7 · черен офицер на черно поле d6 · черна дама на бяло поле g6 · черна пешка на черно поле h6 · бяла дама на бяло поле c4 · бяла пешка на черно поле h4 · черна пешка на черно поле a3 · бял офицер на черно поле e3 · бяла пешка на черно поле g3 · черна пешка на бяло поле c2 · бяла пешка на черно поле f2 · бял цар на бяло поле g2 | черна пешка на черно поле g7 · черен цар на бяло поле h7 · черен офицер на черно поле d6 · черна дама на бяло поле g6 · черна пешка на черно поле h6 · бяла дама на бяло поле c4 · бяла пешка на черно поле h4 · черна пешка на черно поле a3 · бял офицер на черно поле e3 · бяла пешка на черно поле g3 · черна пешка на бяло поле c2 · бяла пешка на черно поле f2 · бял цар на бяло поле g2 | черна пешка на черно поле g7 · черен цар на бяло поле h7 · черен офицер на черно поле d6 · черна дама на бяло поле g6 · черна пешка на черно поле h6 · бяла дама на бяло поле c4 · бяла пешка на черно поле h4 · черна пешка на черно поле a3 · бял офицер на черно поле e3 · бяла пешка на черно поле g3 · черна пешка на бяло поле c2 · бяла пешка на черно поле f2 · бял цар на бяло поле g2 | черна пешка на черно поле g7 · черен цар на бяло поле h7 · черен офицер на черно поле d6 · черна дама на бяло поле g6 · черна пешка на черно поле h6 · бяла дама на бяло поле c4 · бяла пешка на черно поле h4 · черна пешка на черно поле a3 · бял офицер на черно поле e3 · бяла пешка на черно поле g3 · черна пешка на бяло поле c2 · бяла пешка на черно поле f2 · бял цар на бяло поле g2 | 3 |
| 2 | черна пешка на черно поле g7 · черен цар на бяло поле h7 · черен офицер на черно поле d6 · черна дама на бяло поле g6 · черна пешка на черно поле h6 · бяла дама на бяло поле c4 · бяла пешка на черно поле h4 · черна пешка на черно поле a3 · бял офицер на черно поле e3 · бяла пешка на черно поле g3 · черна пешка на бяло поле c2 · бяла пешка на черно поле f2 · бял цар на бяло поле g2 | черна пешка на черно поле g7 · черен цар на бяло поле h7 · черен офицер на черно поле d6 · черна дама на бяло поле g6 · черна пешка на черно поле h6 · бяла дама на бяло поле c4 · бяла пешка на черно поле h4 · черна пешка на черно поле a3 · бял офицер на черно поле e3 · бяла пешка на черно поле g3 · черна пешка на бяло поле c2 · бяла пешка на черно поле f2 · бял цар на бяло поле g2 | черна пешка на черно поле g7 · черен цар на бяло поле h7 · черен офицер на черно поле d6 · черна дама на бяло поле g6 · черна пешка на черно поле h6 · бяла дама на бяло поле c4 · бяла пешка на черно поле h4 · черна пешка на черно поле a3 · бял офицер на черно поле e3 · бяла пешка на черно поле g3 · черна пешка на бяло поле c2 · бяла пешка на черно поле f2 · бял цар на бяло поле g2 | черна пешка на черно поле g7 · черен цар на бяло поле h7 · черен офицер на черно поле d6 · черна дама на бяло поле g6 · черна пешка на черно поле h6 · бяла дама на бяло поле c4 · бяла пешка на черно поле h4 · черна пешка на черно поле a3 · бял офицер на черно поле e3 · бяла пешка на черно поле g3 · черна пешка на бяло поле c2 · бяла пешка на черно поле f2 · бял цар на бяло поле g2 | черна пешка на черно поле g7 · черен цар на бяло поле h7 · черен офицер на черно поле d6 · черна дама на бяло поле g6 · черна пешка на черно поле h6 · бяла дама на бяло поле c4 · бяла пешка на черно поле h4 · черна пешка на черно поле a3 · бял офицер на черно поле e3 · бяла пешка на черно поле g3 · черна пешка на бяло поле c2 · бяла пешка на черно поле f2 · бял цар на бяло поле g2 | черна пешка на черно поле g7 · черен цар на бяло поле h7 · черен офицер на черно поле d6 · черна дама на бяло поле g6 · черна пешка на черно поле h6 · бяла дама на бяло поле c4 · бяла пешка на черно поле h4 · черна пешка на черно поле a3 · бял офицер на черно поле e3 · бяла пешка на черно поле g3 · черна пешка на бяло поле c2 · бяла пешка на черно поле f2 · бял цар на бяло поле g2 | черна пешка на черно поле g7 · черен цар на бяло поле h7 · черен офицер на черно поле d6 · черна дама на бяло поле g6 · черна пешка на черно поле h6 · бяла дама на бяло поле c4 · бяла пешка на черно поле h4 · черна пешка на черно поле a3 · бял офицер на черно поле e3 · бяла пешка на черно поле g3 · черна пешка на бяло поле c2 · бяла пешка на черно поле f2 · бял цар на бяло поле g2 | черна пешка на черно поле g7 · черен цар на бяло поле h7 · черен офицер на черно поле d6 · черна дама на бяло поле g6 · черна пешка на черно поле h6 · бяла дама на бяло поле c4 · бяла пешка на черно поле h4 · черна пешка на черно поле a3 · бял офицер на черно поле e3 · бяла пешка на черно поле g3 · черна пешка на бяло поле c2 · бяла пешка на черно поле f2 · бял цар на бяло поле g2 | 2 |
| 1 | черна пешка на черно поле g7 · черен цар на бяло поле h7 · черен офицер на черно поле d6 · черна дама на бяло поле g6 · черна пешка на черно поле h6 · бяла дама на бяло поле c4 · бяла пешка на черно поле h4 · черна пешка на черно поле a3 · бял офицер на черно поле e3 · бяла пешка на черно поле g3 · черна пешка на бяло поле c2 · бяла пешка на черно поле f2 · бял цар на бяло поле g2 | черна пешка на черно поле g7 · черен цар на бяло поле h7 · черен офицер на черно поле d6 · черна дама на бяло поле g6 · черна пешка на черно поле h6 · бяла дама на бяло поле c4 · бяла пешка на черно поле h4 · черна пешка на черно поле a3 · бял офицер на черно поле e3 · бяла пешка на черно поле g3 · черна пешка на бяло поле c2 · бяла пешка на черно поле f2 · бял цар на бяло поле g2 | черна пешка на черно поле g7 · черен цар на бяло поле h7 · черен офицер на черно поле d6 · черна дама на бяло поле g6 · черна пешка на черно поле h6 · бяла дама на бяло поле c4 · бяла пешка на черно поле h4 · черна пешка на черно поле a3 · бял офицер на черно поле e3 · бяла пешка на черно поле g3 · черна пешка на бяло поле c2 · бяла пешка на черно поле f2 · бял цар на бяло поле g2 | черна пешка на черно поле g7 · черен цар на бяло поле h7 · черен офицер на черно поле d6 · черна дама на бяло поле g6 · черна пешка на черно поле h6 · бяла дама на бяло поле c4 · бяла пешка на черно поле h4 · черна пешка на черно поле a3 · бял офицер на черно поле e3 · бяла пешка на черно поле g3 · черна пешка на бяло поле c2 · бяла пешка на черно поле f2 · бял цар на бяло поле g2 | черна пешка на черно поле g7 · черен цар на бяло поле h7 · черен офицер на черно поле d6 · черна дама на бяло поле g6 · черна пешка на черно поле h6 · бяла дама на бяло поле c4 · бяла пешка на черно поле h4 · черна пешка на черно поле a3 · бял офицер на черно поле e3 · бяла пешка на черно поле g3 · черна пешка на бяло поле c2 · бяла пешка на черно поле f2 · бял цар на бяло поле g2 | черна пешка на черно поле g7 · черен цар на бяло поле h7 · черен офицер на черно поле d6 · черна дама на бяло поле g6 · черна пешка на черно поле h6 · бяла дама на бяло поле c4 · бяла пешка на черно поле h4 · черна пешка на черно поле a3 · бял офицер на черно поле e3 · бяла пешка на черно поле g3 · черна пешка на бяло поле c2 · бяла пешка на черно поле f2 · бял цар на бяло поле g2 | черна пешка на черно поле g7 · черен цар на бяло поле h7 · черен офицер на черно поле d6 · черна дама на бяло поле g6 · черна пешка на черно поле h6 · бяла дама на бяло поле c4 · бяла пешка на черно поле h4 · черна пешка на черно поле a3 · бял офицер на черно поле e3 · бяла пешка на черно поле g3 · черна пешка на бяло поле c2 · бяла пешка на черно поле f2 · бял цар на бяло поле g2 | черна пешка на черно поле g7 · черен цар на бяло поле h7 · черен офицер на черно поле d6 · черна дама на бяло поле g6 · черна пешка на черно поле h6 · бяла дама на бяло поле c4 · бяла пешка на черно поле h4 · черна пешка на черно поле a3 · бял офицер на черно поле e3 · бяла пешка на черно поле g3 · черна пешка на бяло поле c2 · бяла пешка на черно поле f2 · бял цар на бяло поле g2 | 1 |
|   | a | b | c | d | e | f | g | h |   |

Четвъртата и последна игра от бързия тайбрек е победа за Дин Лижън, което води до победата му на световното първенство. Играта остава относително равностойна през по-голямата част на партията до 48. h4??. След като е заплашено повторение след 44. Дe4+ Цg8 45. Дd5+ Kh7 46. Дe4+, Дин вместо това изиграва 46...Тg6 само с 1 минута и 23 секунди на часовника спрямо 2 минути и 39 секунди на Непомняшчий. Повратната точка на мача е достигната след 47. Дf5 c4 с хода 48. h4?? на Непомняшчий, който не успява да забележи печелившия отговор 48...Дd3! на Дин, който е изигран само за две секунди. Машинният анализ показва, че вместо това 48. Дf4 е единственият ход, който задържа равенството. След като и Дин допуска грешка 53...Тd6??, позицията бавно се връща към равенство. Но Непомняшчий пак сгрешава с 59. Дc7?? и пропуска златна възможност да направи равенство или с 59.h5 (поемане на контрол над полето g6) Оf8 60.Дf7 или 59.О:g7! Ц:g7 60.Дc7+ с вечен шах. Сега Дин отново намира единствения печеливш ход 59...Дg6!. Играта става напълно губеща за белите, след като изиграват хода 63. Цf1??. След 68...О:f4 Непомняшчий се предава като е възможен мат с перфектна игра само за 8 хода.
Испанска партия,
Moдeрна линия: 6.d3, Затворена защита, вариант Мартинес (EШД C84)
1.e4 e5 2.Кf3 Кc6 3.Оb5 a6 4.Оa4 Кf6 5.0-0 Оe7 6.d3 b5 7.Оb3 d6 8.a4 Оd7 9.h3 0-0 10.Оe3 Кa5 11.Оa2 b:a4 12.Кc3 Тb8 13.Оb1 Дe8 14.b3 c5 15.К:a4 Кc6 16.Кc3 a5 17.Кd2 Оe6 18.Кc4 d5 19.e:d5 К:d5 20.Оd2 К:c3 21.О:c3 О:c4 22.b:c4 Оd8 23.Оd2 Оc7 24.c3 f5 25.Тe1 Тd8 26.Тa2 Дg6 27.Дe2 Дd6 28.g3 Тde8 29.Дf3 e4 30.d:e4 Кe5 31.Дg2 Кd3 32.О:d3 Д:d3 33.e:f5 Т:e1+ 34.О:e1 Д:c4 35.Тa1 Т:f5 36.Оd2 h6 37.Дc6 Тf7 38.Тe1 Цh7 39.Оe3 Оe5 40.Дe8 О:c3 41.Тc1 Тf6 42.Дd7 Дe2 43.Дd5 Оb4 44.Дe4+ Цg8 45.Дd5+ Цh7 46.Дe4+ Тg6 47.Дf5 c4 48.h4 Дd3 49.Дf3 Тf6 50.Дg4 c3 51.Тd1 Дg6 52.Дc8 Тc6 53.Дa8 Тd6 54.Т:d6 Д:d6 55.Дe4+ Дg6 56.Дc4 Дb1+ 57.Цh2 a4 58.Оd4 a3 59.Дc7 Дg6 60.Дc4 c2 61.Оe3 Оd6 62.Цg2 (диаграма 3) 62...h5 63.Цf1 Оe5 64.g4 h:g4 65.h5 Дf5 66.Дd5 g3 67.f4 a2 68.Д:a2 О:f4 0–1.

## Последици
Според регламента Дин печели 1,1 милиона евро (55 % от наградния фонд), а Непомняшчий – 900 000 евро (45 %). Дин печели 1,4 точки за рейтинг ЕЛО и запазва третата си позиция в класацията на ФИДЕ, докато Непомняшчий загубва 1,4 точки и остава втори. В рейтинга си ЕЛО за бърз шах Дин печели, а Непомняшчий губи 1,4 точки и остават съответно втори и седми в класирането на ФИДЕ.
Като световен вицешампион, Ян Непомняшчий се класира за Турнира на кандидатите за световната титла през 2024 г., в който 8 играчи ще излъчат претендента на Дин за следващото Световно първенство по шах.